# Proteste contro Donald Trump

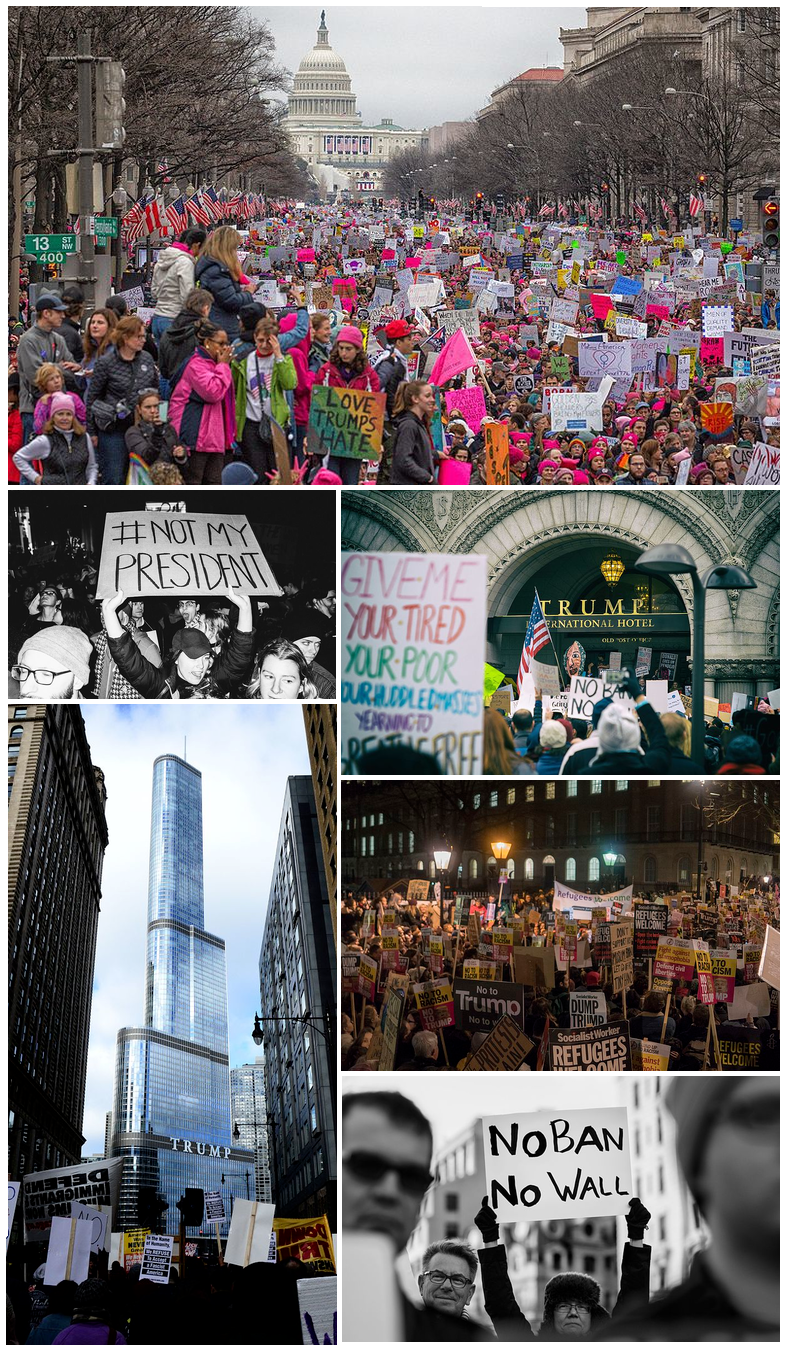
Le proteste contro Donald Trump. Dall'alto verso il basso, da sinistra a destra:
Women's March a Washington, "#notmypresident" in una manifestazione contro Trump a New York, manifestanti in marcia verso il Trump International Hotel and Tower di Chicago, "No Ban No Wall" a Washington, proteste contro l'"Ordine esecutivo 13769 a Londra, manifestante alza un cartello "No Ban No Wall" a Washington.

Le proteste contro Donald Trump si sono verificate negli Stati Uniti d'America, in vari paesi del continente europeo e in altre parti del mondo a partire dal suo ingresso nella campagna elettorale per le elezioni presidenziali del 2016.
Le innumerevoli manifestazioni di dissenso hanno espresso la loro netta opposizione inizialmente alla retorica e il populismo messo in campo dal candidato del Partito Repubblicano e subito dopo alla sua vittoria nella competizione, alla cerimonia inaugurale e relativo insediamento del presidente degli Stati Uniti d'America e infine anche alle varie azioni intraprese dal neo-presidente.
Alcune di queste proteste hanno preso la forma di "walk-out", rottura di contratti d'affari, petizioni, raduni, dimostrazioni e marce. Mentre la maggior parte di esse si è svolta in un clima del tutto pacifico, in certi casi la condotta assunta è stata impugnata e quindi sanzionata in quanto esplosione di atti di vandalismo oltre che tentativi di aggressione fisica contro i sostenitori di Trump.
Un numero minoritario di manifestanti sono anche stati accusati di aver fomentato disordini civili. La più vasta protesta organizzata in termini numerici è avvenuta il giorno successivo alla sua inaugurazione, quando milioni di persone si sono presentate il 21 gennaio del 2017 nel corso della "Women's March" per lanciare slogan e testimoniare il proprio dissenso, diventando così la più grande protesta giornaliera dell'intera storia degli Stati Uniti d'America.

## Cronologia

### Caso della jogger di Central Park
Nell'ottobre 2002, a seguito dell'ammissione di Matias Reyes quale autore della violenta aggressione sessuale contro la 28enne Trisha Meili al Central Park di Manhattan il 19 aprile 1989, una folla si radunò sotto la Trump Tower per protestare contro Donald Trump che dall'epoca del fatto indicò pubblicamente gli autori del crimine in cinque ragazzi afroamericani, comprando anche pagine di giornali per chiederne la pena di morte.

### Durante la prima campagna elettorale
- Protesta di Chicago: 2.500-3.000[7];
- Protesta di Los Angeles: da 1.000 a 3.000[8][9][10];
- Protesta di New York: 1.500-2.000[11].

### Periodo di transizione
- Pre-inaugurazione: più di 100.000;
- Women's March on Washington: più di 500.000 a Washington; da 2 a 4 milioni negli Stati Uniti; da 4 a 5 milioni nel mondo[12].

Vittime complessive: 1 morto, più di 81 feriti e più di 1041 arresti.

## Campagna presidenziale del 2016
Una serie di proteste contro la stessa candidatura in generale e le prese di posizione assunte da Trump in particolare si sono verificate già nel corso della campagna elettorale, essenzialmente in occasione di manifestazioni politiche pubbliche. 

### Raduni politici
Durante la campagna presidenziale del 2016 gli attivisti hanno organizzato manifestazioni di dissenso all'interno dei raduni politici dei sostenitori del candidato Repubblicano, a volte con richieste ed inviti espliciti perché venissero impediti con la forza; i partecipanti hanno iniziato a partecipare ai raduni mostrando cartelli e interrompendo gli eventi in programma.

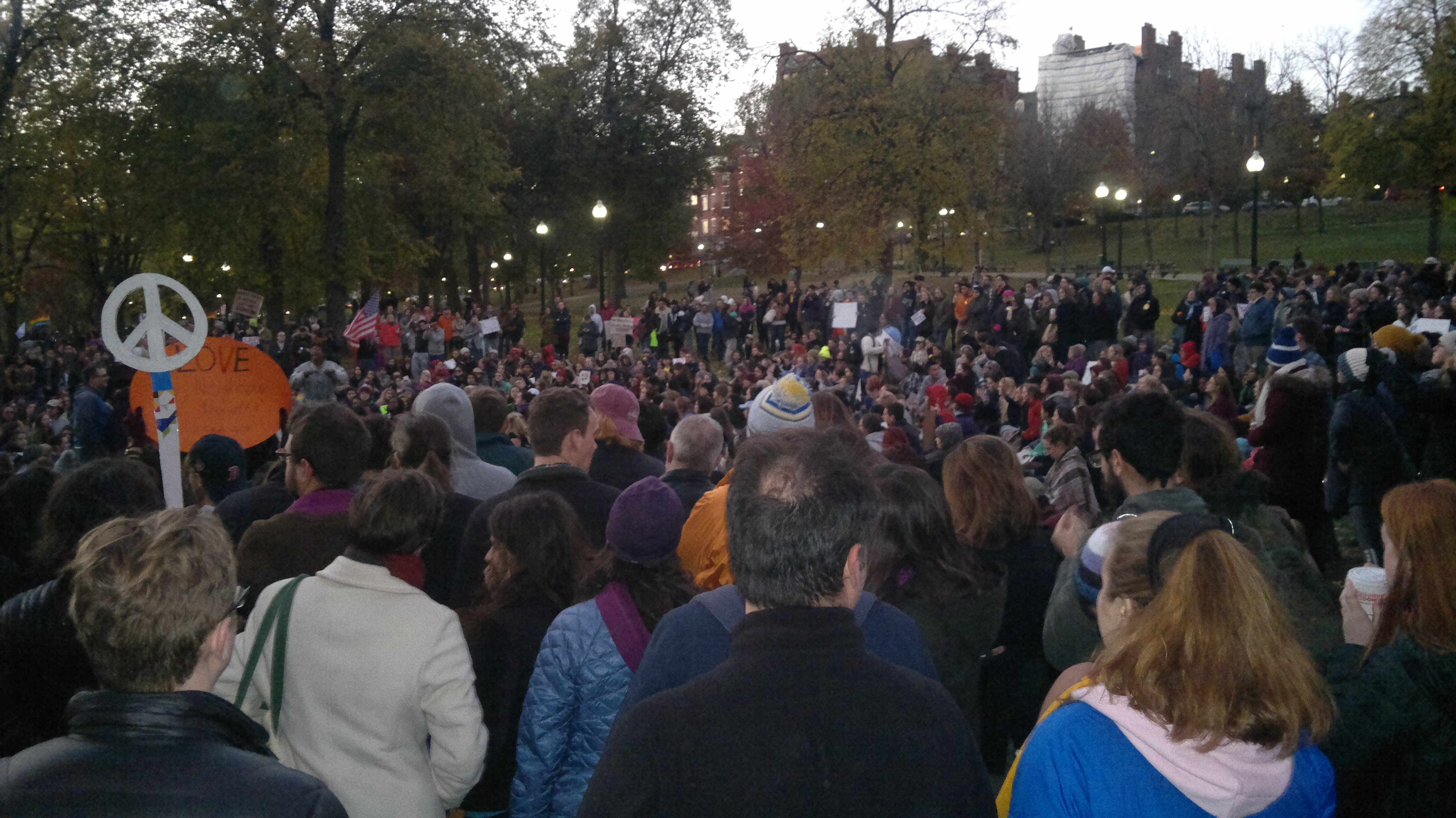
Protesta anti-Trump a Boston.

Vi sono stati occasionali episodi di abusi verbali e/o violenza fisica, sia contro i manifestanti che contro i sostenitori di Trump. Mentre la maggior parte degli incidenti si sono conclusi con semplici contraddittori tra le due parti e accuse contro il candidato, ad alcune persone è capitato di venire fermate per accertamenti dagli agenti dell'United States Secret Service.
L'interruzione su larga scala degli incontri previsti ha costretto Trump a far cancellare una manifestazione prevista a Chicago l'11 di marzo per gravi motivi di sicurezza pubblica.
Il 18 giugno successivo venne compiuto un tentativo di assassinare il concorrente presidenziale; il perpetratore Michael Steven Sanford, un cittadino britannico, è stato condannato a un anno di carcere per aver cercato di impossessarsi dell'arma da fuoco di un poliziotto in servizio. Secondo quanto riferito avrebbe confessato ad un agente dell'FBI che era partito dalla California in direzione di Las Vegas con l'esplicita intenzione di realizzare il proprio piano per uccidere Trump.
I manifestanti hanno tentato talvolta di entrare nei locali dei luoghi d'incontro o di svolgere attività appena al di fuori di essi; le interazioni ostili con i sostenitori del candidato hanno potuto verificarsi sia prima che durante o dopo gli eventi; a volte si è cercato di salire sul palco dei raduni forzando i blocchi di sicurezza.

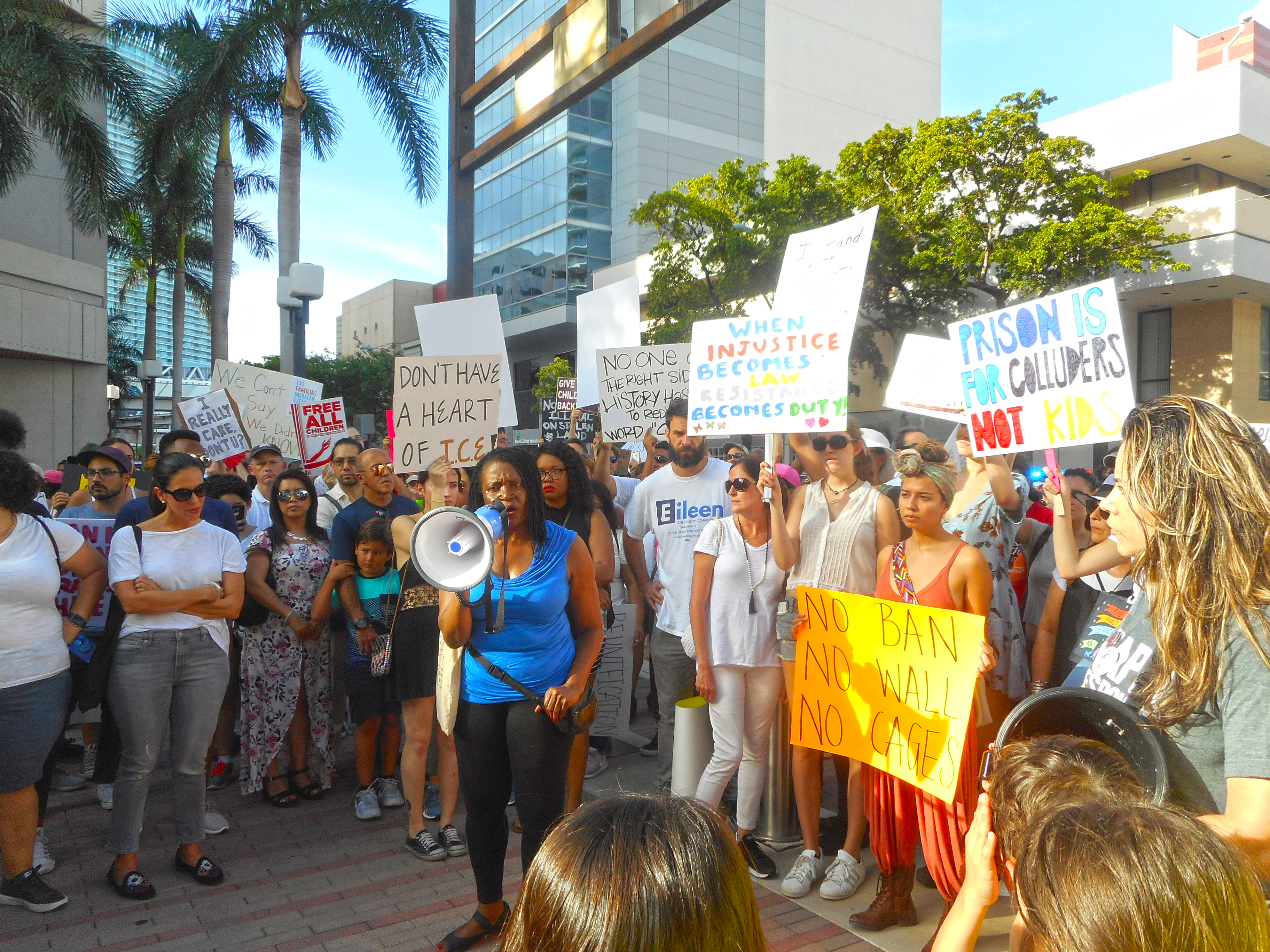
MoveOn.org a Miami.

In altre occasioni sia i manifestanti anti-Trump che i suoi "supporters" sono diventati violenti aggredendosi a vicenda; una tale condotta ha ricevuto una recisa condanna bipartisan. MoveOn.org, People for Bernie, the Muslim Students' Association, Assata's Daughters, the Black Student Union, Fearless Undocumented Alliance e Black Lives Matter erano tra le organizzazioni che hanno sponsorizzato o promosso le proteste durante il "Chicago Trump rally" dell'11 di marzo.
Vi sono inoltre state diverse segnalazioni di scontri sia verbali che fisici tra le due parti nel corso dei vari eventi della campagna di Trump in varie parti del paese.

### Bufale sulle proteste
A seguito di uno scontro avvenuto nel giugno del 2016 tra manifestanti e sostenitori di Trump a San Jose, una foto della giovane attrice Samara Weaving ricoperta di lividi e insanguinata è stata ampiamente diffusa sui social media sostenendo di mostrare una vittima della violenza scatenata dai liberal anti-Trump.
La foto in realtà mostrava Weaving truccata per il suo nuovo ruolo nella serie comedy-horror Ash vs Evil Dead. Commentando in seguito l'accaduto ella non ha mancato di sottolineare che dal momento che non possedeva la cittadinanza non poteva neppure votare per nessuno dei due candidati.
Una bufala del tutto simile è stata quella inerente alla pretesa di mostrare una 15enne supporter di Trump picchiata a sangue da un gruppo di contestatori - sempre a San Jose - per la cui foto si è utilizzata un'immagine dell'attrice Luisa Rubino tratta dalla telenovela intitolata La Rosa de Guadelupe. Rubino ha dichiarato a un intervistatore che in realtà non supportava affatto Trump "perché sono messicana e sostengo la comunità latina".
La verifica dei fatti compiuta dal sito di controllo PolitiFact.com recensisce una storia separata denominata "Donald Trump Protester Speaks Out: I Was Paid $3,500 To Protest Trump's Rally" in quanto "fabbricata al 100%, come riconosce il suo stesso autore". Paul Horner, scrittore per un sito web di Fake news, si è assunto la piena responsabilità per l'articolo e ha dichiarato di aver pubblicato lui stesso l'annuncio ingannevole.

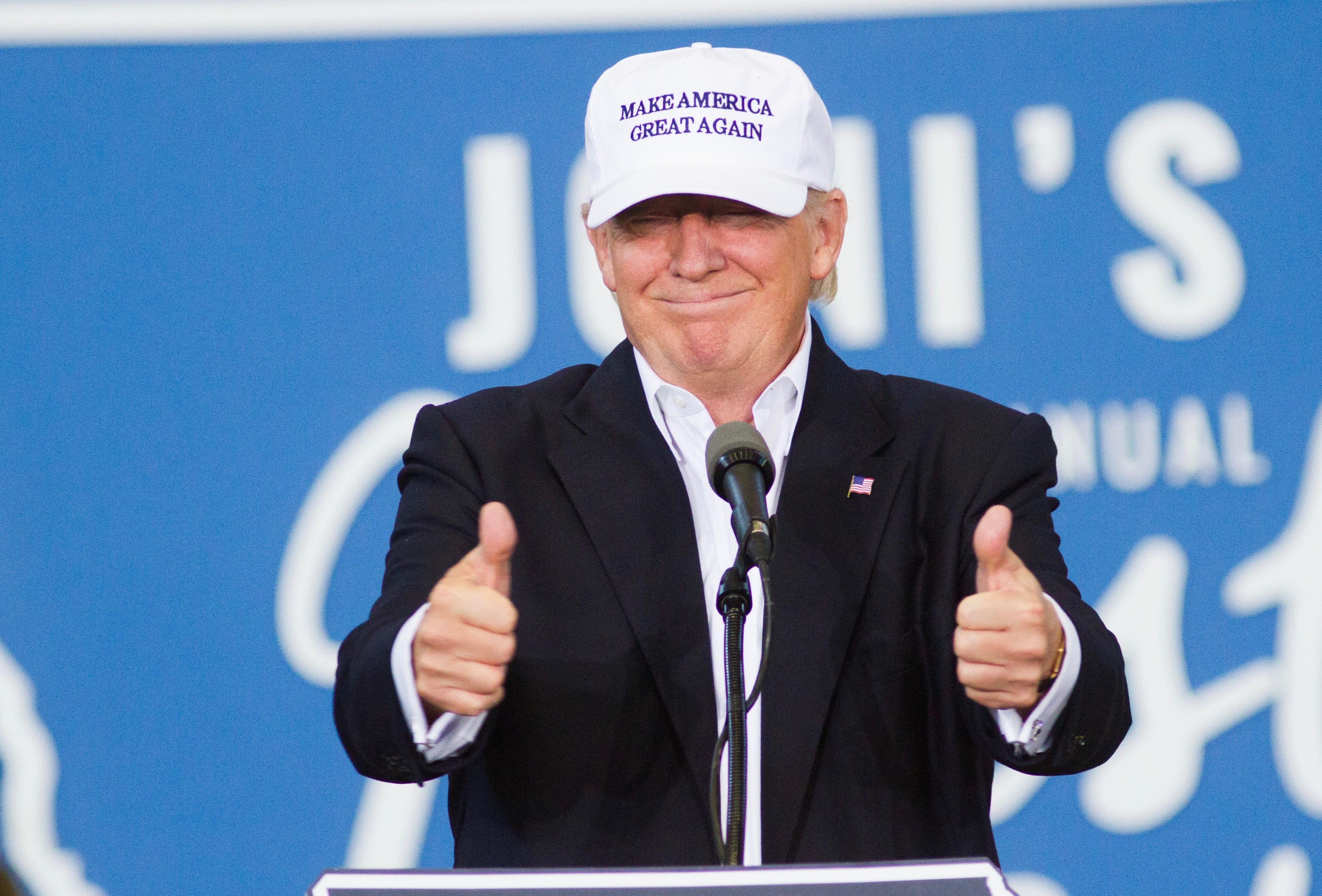
"Rendi l'America di nuovo grande", lo slogan della campagna elettorale sul cappellino indossato da Donald Trump

### Reazioni di Trump
Nel prosieguo della sfida elettorale Trump è stato variamente accusato di provocare toni implicitamente aggressivi durante i propri raduni; mentre i suoi rivali interni lo hanno incolpato di aver favorito un clima di violenza e un'"escalation" di tensione nel corso degli eventi programmati. In un primo momento il candidato non ha condannato in modo chiaro gli atti di violenza che si sono verificati in molti dei suoi raduni e, pare che almeno in alcuni casi, li ha invece incoraggiati di fatto.
Già nel novembre del 2015 Trump si lasciò sfuggire, di un manifestante di Birmingham (Alabama), che "forse avrebbe dovuto essere malmenato, perché era assolutamente disgustoso quello che stava facendo". A dicembre la direzione generale della campagna elettorale ha caldamente invitato i partecipanti a non "danneggiare in alcuna maniera" i manifestanti, ma piuttosto di allertare gli ufficiali d polizia presenti in loco; il tutto tenendo i propri cartelli ben alti sopra la testa e urlando "Trump! Trump! Trump!".

"Make America Great Again".

Il candidato è stato criticato inoltre per ulteriori istanze di fomentare un'atmosfera favorevole alla violenza attraverso molti dei suoi più estemporanei commenti; ad esempio a una folla raccoltasi a Cedar Rapids (Iowa) disse che avrebbe pagato le loro spese legali se avessero preso a pugni un manifestante.
Il 23 febbraio del 2016, quando un protestatario è stato espulso da una manifestazione svoltasi a Las Vegas, Trump ha avuto l'occasione di dichiarare: "Io amo i bei vecchi tempi - sai cosa accadeva a ragazzi come loro quando erano in un posto come questo? D'essere portati via su una barella, gente". Ha infine aggiunto: "Mi piacerebbe proprio dargli un pugno in faccia".

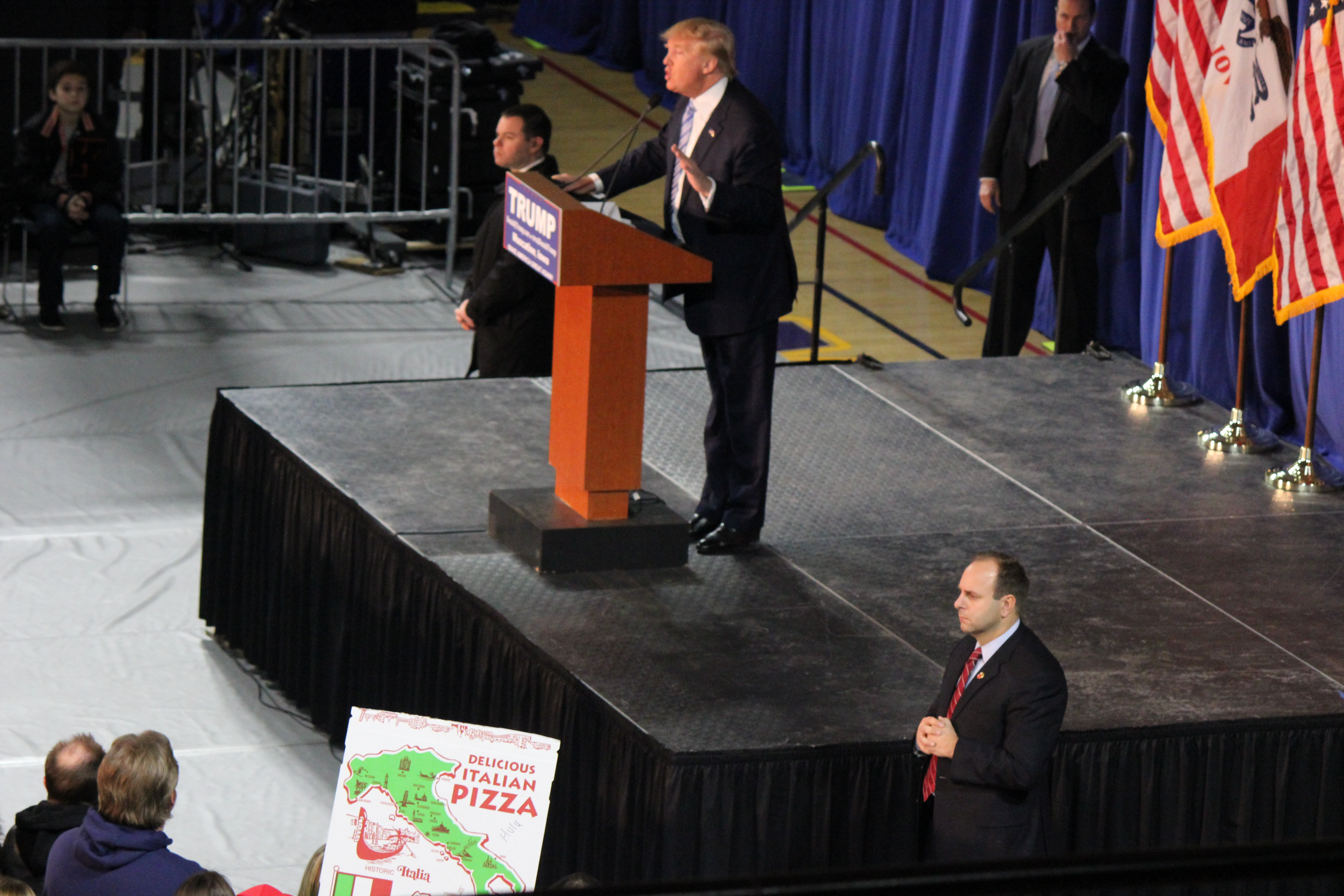
Trump fiancheggiato dal personale dell'United States Secret Service prima delle elezioni (sotto uno spettatore che regge un cartello con su scritto "Delicious Italian Pizza" e la mappa e la bandiera d'Italia).

### Sicurezza
Abbastanza presto nel corso della campagna elettorale l'United States Secret Service si è assunto la responsabilità primaria per garantire la sicurezza del candidato Repubblicano; in alcuni casi, quando lo si è ritenuto necessario, gli uomini impegnati sono stati accresciuti anche dalle forze dell'ordine sia statali che locali.
Ogni qual volta che una sede è stata affittata il relativo raduno seguente si è trasformato in un evento privato i cui gli organizzatori potevano concedere o meno l'accesso senza dover spiegare o dare alcuna motivazione di sorta; l'unica condizione e punto fermo è rimasto quello che "il divieto d'accesso su base esclusivamente razziale era categoricamente proibito".
Tutti coloro che entravano o rimanevano all'interno di tale luogo senza aver preventivamente ricevuto il relativo permesso erano tecnicamente colpevoli e pertanto condannabili per il reato di violazione di domicilio; sia i partecipanti che la stampa potevano sempre venire assegnati o limitati a determinate aree della sede.
Nel marzo del 2016 Politico ha riferito che la campagna di Trump aveva ingaggiato guardie di sicurezza private in borghese col compito di "rimuovere" i potenziali manifestanti e contestatori dai raduni ufficiali. In quello stesso mese un gruppo che si è subito autodefinito Lion Guard è stato formato per offrire un ulteriore margine di sicurezza ai raduni di Trump.
Esso è stato però rapidamente condannato dagli attivisti politici tradizionali in quanto organizzazione marginale paramilitare; il nome assunto proviene direttamente da un tweet in cui il candidato Trump citava Benito Mussolini.

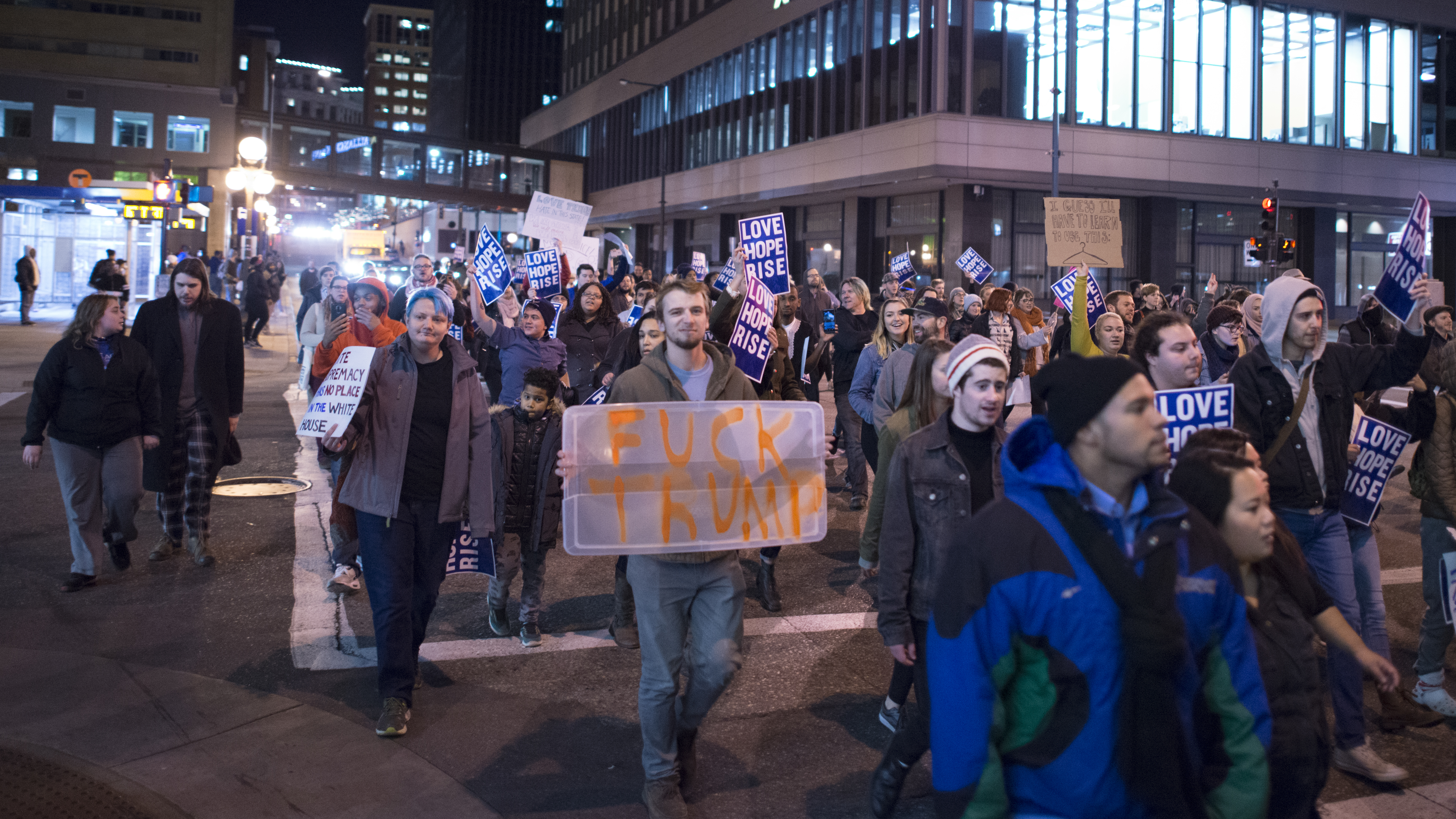
Marcia contro il presidente eletto il 9 novembre del 2016 a Saint Paul nel Minnesota

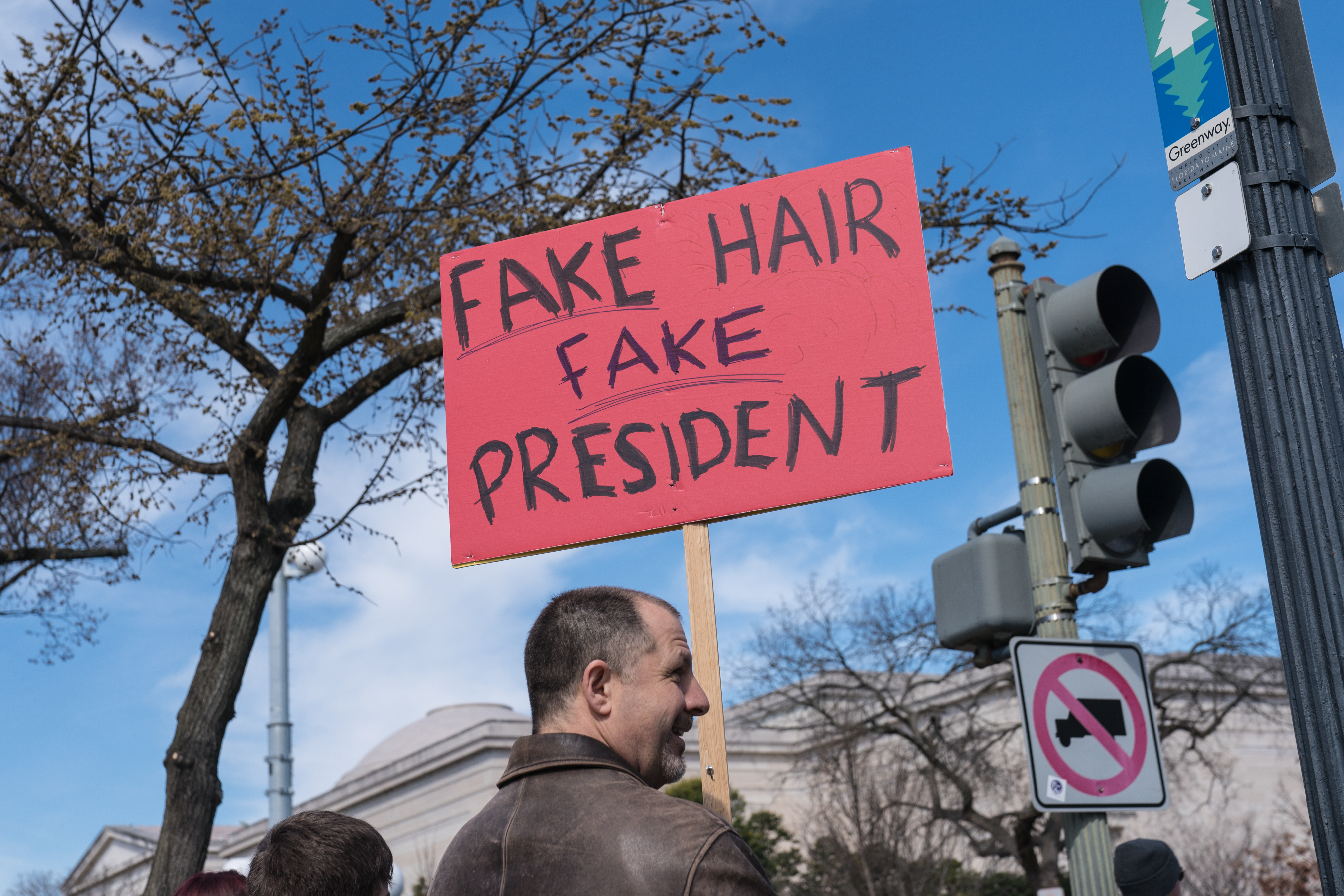
"Fake Hair Fake President" (Falsa capigliatura, falso presidente)

### Post-elezioni
Dopo essere divenuto il presidente eletto degli Stati Uniti d'America associazioni degli studenti attivisti hanno organizzato proteste sempre più ampie in diverse città USA tra cui New York, Boston, Filadelfia, Chicago, Portland e Oakland; in decine di migliaia vi hanno partecipato cantando e scandendo slogan a squarciagola "Not my president!" (Non è il mio presidente!): esprimendo in tal maniera la propria opposizione alla vittoria di Trump ottenuta nel Collegio elettorale (essendo stato sconfitto nel voto popolare da Hillary Clinton con un margine del 2,1%).
Le proteste si sono svolte anche - allargandosi sempre più - in Canada, Regno Unito, Francia, Germania, Filippine, Australia e Israele, alcune delle quali sono proseguite per diversi giorni e con la previsione di ulteriori manifestazioni per tutte le settimane e mesi seguenti.
Nel novembre del 2017 è stata riferita anche la parte avuta dall'interferenza russa nella scadenza elettorale presidenziale; la protesta newyorkese è stata effettivamente organizzata da una "troll farm" e dedicata a fomentare la discordia all'interno della nazione.
Migliaia di utenti di Facebook hanno dichiarato di aver pianificato la partecipazione ad una protesta indetta il 12 novembre dell'anno precedente, organizzata su una pagina del social network intitolata "BlackMattersUS" (gruppo collegato alla Russia e con attivi legami con il Cremlino).
La manifestazione ha approfittato dello sdegno sorto tra i gruppi della sinistra politica immediatamente dopo la vittoria di Trump; da 5 a 10.000 manifestanti si sono riuniti a "Manhattan's Union Square" per marciare poi in direzione della Trump Tower situata sulla 5th Avenue. 

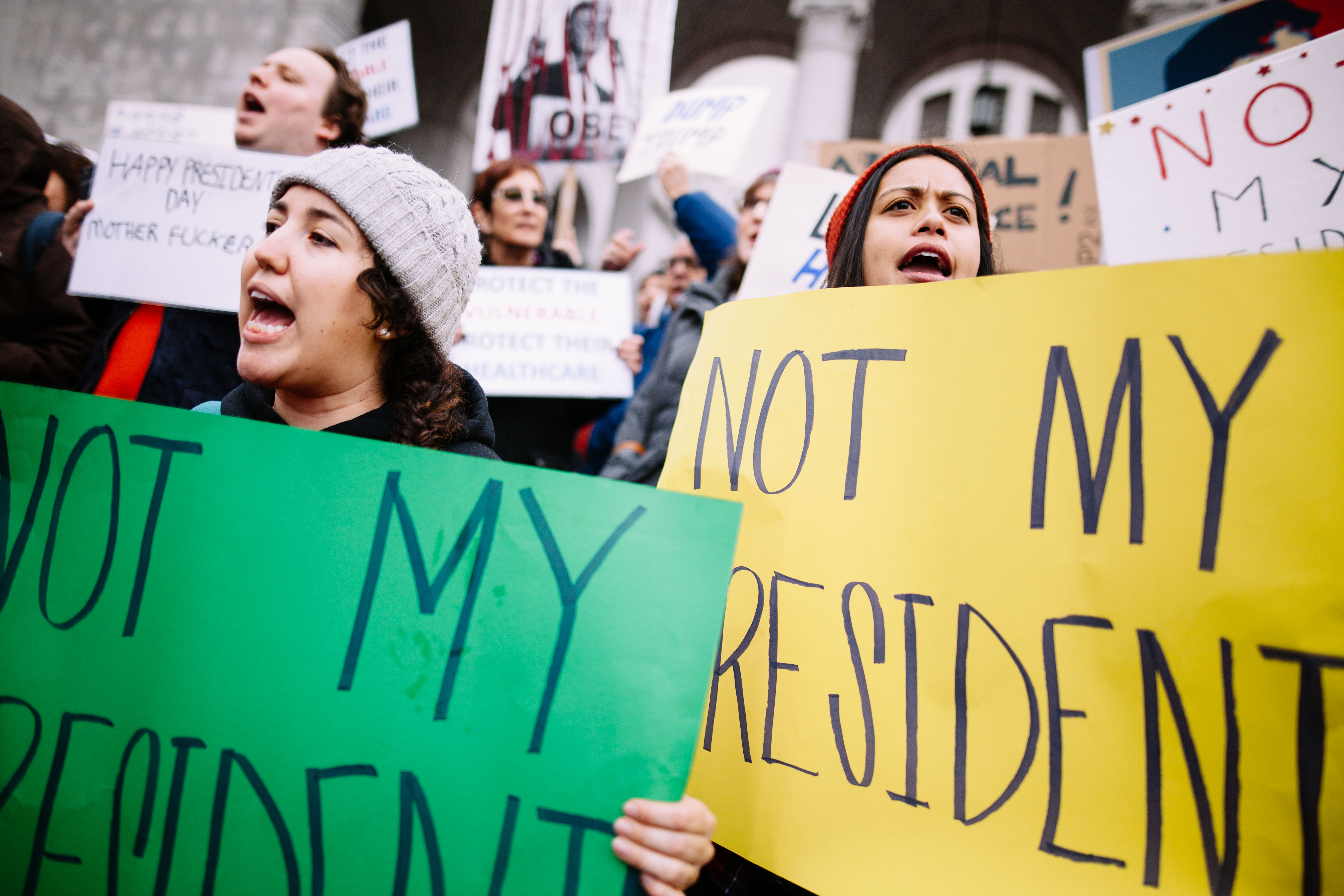
Not My Presidents' Day a Los Angeles

La CNN ha supportato e fornito la relativa copertura mediatica. I manifestanti hanno ottenuto una sere di sottoscrizioni e hanno gridato "Not my president" e "We don't accept the president-elect". Il movimento è stato anche organizzato su Twitter con gli hashtags #Anti-Trump e #NotMyPresident.
Dopo le avvenute elezioni è stato deciso da più parti di dimostrare il proprio fermo sostegno alle minoranze, agli immigrati e ad altri gruppi di persone emarginate nel paese. La protesta ha infine contribuito a portare alla luce le questioni ritenute maggiormente importanti per i dimostranti. Alcuni tra questi manifestanti avevano fatto parte di altri movimenti come Occupy Wall Street, Black Lives Matter e Moral Mondays, ma molte delle persone che protestavano contro Trump erano del tutto nuove a questo tipo di dimostrazioni.
Subito dopo aver conquistato la vittoria la sicurezza attorno al presidente eletto e alla sua intera famiglia si è fatta notevolmente più severa. Le fonti ufficiali hanno riferito che vi erano sostanziali preoccupazioni circa la possibilità di proteggere la residenza di Trump a Manhattan a causa della sua posizione e del gran numero di persone che vi vivono, così come del gran numero di individui che vi entrano ed escono quotidianamente. Restrizioni al traffico aereo privato e commerciale sono state disposte tutt'attorno allo spazio aereo del quartiere newyorkese e in altre parti della metropoli fino al giorno dell'inaugurazione.

### Reazioni internazionali
Il 14 novembre del 2016 il consolato cinese a San Francisco ha avvertito gli "studenti cinesi in visita o presenti per scambi culturali, gli insegnanti e i volontari" di evitare di partecipare alle proteste.
Il governo della Turchia ha avvertito i suoi cittadini che fossero in viaggio negli Stati Uniti o che stessero per recarvisi di "fare la massima attenzione a causa delle proteste" e che occasionalmente "esse hanno anche la possibilità di diventare violente e produrre atti criminali, pertanto i manifestanti vengono detenuti dalle forze di sicurezza"; affermando inoltre che "il razzismo negli Stati Uniti d'America e gli incidenti provocati dalla xenofobia sono in costante aumento nel paese".

## Prima presidenza
The Washington Post ha riferito che fino al gennaio del 2018, a partire dal giorno della cerimonia inaugurale nel 2017, si era verificata giornalmente da qualche parte degli USA almeno una protesta anti-Trump; coloro che hanno proseguito le manifestazioni anche dopo l'insediamento hanno cercato di "produrre una rottura senza precedenti alla vita presidenziale", con le proteste che seguivano parallelamente e puntualmente i viaggi ufficiali.
I manifestanti hanno cercato d'interrompere "i soliti affari quotidiani della popolazione" al fine di costringere tutti a riflettere sull'impatto - per il paese intero - delle politiche assunte dal neo-presidente; ciò secondo le spiegazioni date dall'attivista Cat Brooks a San Francisco.
Un professore di sociologia all'Università della California, Irvine, David Meyer, ha constatato che mentre non è affatto insolito vivere delle situazioni di protesta successivamente all'arrivo di un nuovo presidente: ""Ciò che è insolito nel nostro caso è il vigore, la velocità, le dimensioni e il numero di problemi su cui stanno sfidando Trump. Avere una protesta [sostenuta], ogni fine settimana, ogni due giorni, ed è un altro problema - non ho mai visto nulla di simile prima d'ora".
Michael Heaney, un autore e professore all'Università del Michigan, ha affermato nel febbraio del 2017 che le proteste non si trovavano ancora per nulla vicine al tasso naturale di saturazione, aggiungendo: "Sembrano altresì appena iniziate". La prima protesta dallo spazio (astronomia) è stata intrapresa come una dimostrazione di solidarietà nei riguardi dei loro "colleghi" a terra dall'"Autonomous Space Agency Network" (ASAN) il 12 aprile del 2017.
Alcune proteste sono state "altamente coordinate" dagli organizzatori di base, come la "campagna di resistenza" che è cresciuta e si è sviluppata dalla California. Molte dimostrazioni si sono verificate on solamente in città di grandi dimensioni prevalentemente a maggioranza Democratica, ma anche in centri urbani minori praticamente in tutto il territorio nazionale: in alcuni di essi, come ad esempio Mason City (Iowa), gli elettori avevano votato per Trump.
Le proteste hanno preso il via anche all'estero in diversi paesi, con folle di cittadini che hanno in tal modo dimostrato tutta la loro disapprovazione nei confronti della nuova Amministrazione; molte di queste sono state organizzate direttamente tramite i social media. I manifestanti hanno definito il movimento anti-Trump come "Trump resistance". Le associazioni femminili e dei diritti delle donne stanno conducendo molte delle attività di organizzazione e volontariato; gran parte dei partecipanti inoltre sono "attivisti in marcia" per la prima volta.
I manifestanti sono stati anche coinvolti nell'organizzazione di gruppi a livello locale, come "Indivisible movement" e "SwingLeft"; per la gran parte di loro la partecipazione alle proteste è divenuta parte dell'esistenza quotidiana. Sempre il Post ha riferito nel gennaio del 2018 che la "schiacciante maggioranza" di esse non era mai stata violenta.
I protestatari non hanno mancato di esprimere la loro seria preoccupazione per la potenziale perdita di diritti riservati ai musulmani colpiti dall'ordine esecutivo 13796, per il divieto di viaggio o d'ingresso oltre che per la perdita di diritti riguardanti le persone LGBT. Altri si sono dimostrati recisamente contrari alla proposta d'innalzamento del muro di confine con il Messico con intento anti-immigrazione.
Musicisti come Katy Perry, Rihanna, Bruce Springsteen, Joan Baez e Tom Morello hanno espresso in maniera ufficiale il proprio sostegno alle proteste e hanno dato loro voce; le ragioni per cui si protesta son diversificate e gran parte delle persone impegnate attivamente si preoccupano di più problemi. Il numero di coloro che protestano esclusivamente contro il neo-presidente è tuttavia diminuito nel corso del tempo, dato che in molti stanno ora rivolgendo la loro attenzione ai singoli membri del Congresso.
I dibattiti hanno cominciato a svolgersi nel corso delle riunioni municipali (Town hall meeting), là ove gli elettori sollecitano i propri senatori e rappresentanti ad opporsi ad alcune specifiche politiche dell'Amministrazione o a indagare maggiormente a fondo sui possibili legami intercorsi tra Trump e la Russia. Alcuni politici dello stesso Partito Repubblicano hanno accolto favorevolmente le proteste, mentre altri hanno evitato il rientro nei loro municipi di base durante la prima sospensione dei lavori dell'Assemblea congressuale.
L'esponente della Camera dei Rappresentanti Leonard Lance ha dichiarato di non aver mai dovuto affrontare un municipio così affollato prima di aver partecipato ad uno di essi nel febbraio del 2017. I membri del conservatorismo come David A. Clarke hanno invece licenziato con una battuta i manifestanti in quanto "bambini petulanti che calpestano i loro piedi con questi slogan da filastrocca infantile".

### Reazioni ufficiali
Sia l'Amministrazione nel suo complesso che lo stesso presidente sono usciti ed hanno affrontato le proteste in via ufficiale anche tramite i social media. La reazione di Trump alla Women's March on Washington via Twitter nel gennaio del 2017 si è rivelata però contraddittoria tramite un tweet che ha preso le distanze dai manifestanti ed uno successivo il quale li a invece elogiati definendo la situazione venutasi a creare "segno distintivo della nostra democrazia".
Il presidente si è inoltre dimostrato sprezzante nei confronti di una manifestazione ospitata dai Democratici al di fuori dell'edificio della Corte Suprema contro l'"ordine esecutivo 13769". Trump ha twittato: "Nancy Pelosi e "Fake Tears Chuck Schumer" hanno tenuto una manifestazione di fronte ai gradini della Corte Suprema e il microfono non ha funzionato (un disastro), proprio come lo è l'intero Partito Democratico!".
Il 21 febbraio del 2017 il presidente ha twittato che le proteste dei municipi locali sono state "pianificate dagli attivisti liberal dell'estrema sinistra. Tutto ciò è assai triste e scadente!" Il giorno seguente Sean Spicer ha accusato le recenti proteste di venire organizzate da "manifestanti professionisti": una reazione del tutto simile a quella della presidenza di Barack Obama verso le proteste del Tea Party avvenute nel 2009.
Dopo che la United Talent Agency (UTA) ha ospitato un raduno anti-Trump denominato "United Voices", sostituendolo al suo normale "Oscars party", il presidente ha commentato su Twitter invitando  "i milioni di persone che hanno votato per rendere l'AMERICA GRANDE ANCORA a far di tutto per riuscire ad ottenere il loro raduno". I sostenitori presidenziali hanno partecipato ai raduni in occasione di eventi ufficiali, ma nessuno è ancora mai giunto a creare eventi di dimensioni "comparabili in scala a quelli dei suoi avversari".
Il 28 febbraio del 2017 il neo-presidente è stato intervistato da Fox & Friends e qui ha incolpato apertamente Barack Obama sia per le proteste che per le evidenti falle nella sua Amministrazione; ha dichiarato quindi che l'ex presidente è stato coinvolto attivamente nell'organizzazione di protesta rimanendo "dietro le quinte". Trump ha infine asserito che Obama stava dietro le proteste "perché la sua gente è certamente dietro di esse".
Non vi è alcuna prova che colleghi un'organizzazione non a scopo di lucro che sostiene posizioni del tutto similari a quelle di Obama, l'Organizing for Action, e l'ex presidente.

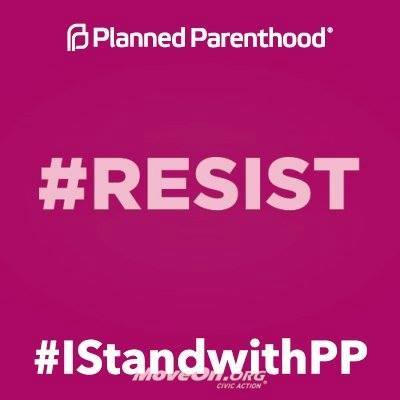
1. RESIST di Planned Parenthood

### Account Twitter canaglia
Subito dopo l'avvenuta elezione di Trump come 45° presidente degli Stati Uniti d'America si è avviato un movimento di Resistenza ('Resist') per tutti coloro che si opponevano alla sua presidenza. Decine di account che pretendono di essere agenzie e dipartimenti governativi si sono rivolti a Twitter per comunicare in modo anonimo la loro opposizione, utilizzando degli account tipicamente preceduti da "Rogue" o "Alt": tuttavia nessuno di quest si è mai fatto avanti per identificarsi.
Alice Stollmeyer ha soprannominato questo movimento di resistenza di Twitter "#twistance". Si pensa che il Badlands National Park sia stato il primo a creare un "account canaglia" in opposizione all'affermazione del presidente Trump secondo cui il cambiamento climatico non era un fatto reale.
- White House: @RoguePOTUSStaff[116][117][118][119][120]
- Centers for Disease Control and Prevention: @Alt_CDC
- Environmental Protection Agency: @RogueEPAStaff, @EPAFacts_R9, @altUSEPA, @EPAWouldSay, @ungaggedEPA[121]
- Food and Drug Administration: @alt_fda
- National Aeronautics and Space Administration: @ResistanceNASA[122][123] @RogueNASA, @Alt_NASA
- National Oceanic and Atmospheric Administration: @RogueNOAA, @altNOAA
- U.S. Arctic Research Commission: @AltUS_ARC
- U.S. Board on Geographic Names: @Rogue_Sci
- U.S. Citizenship and Immigration Services: @ALT_uscis
- U.S. Department of Agriculture: @altusda, @altusda_ars
- U.S. Department of Justice: @ALT_DOJ
- U.S. Fish and Wildlife Service: @AltUSFWSRefuge, @AltUSFWS
- U.S. Forest Service: @AltForestServ
- Badlands National Park Service: @AltBadlandsPark, @AltBadlandsNPS
- U.S. Fish and Wildlife Service: @AltUSFWSRefuge, @AltUSFWS
- U.S. Forest Service: @AltForestServ
- The Library of Congress: @altLofC[124]
- Glacier National Park; @AltGlacierNPS, @GlacierNPSAlt
- Hot Springs National Park: @HotSpringsNPS
- Hawaii Volcanoes National Park: @AltVolcanoes_NP
- Lassen Volcanic National Park: @AltLassenNPS
- Mount Rainier National Park Service: @AltMtRainier
- Olympic National Park: @olympicRogueNPS
- Rocky Mountain National Park: @AltNatParkSer, @AltRockyNPS
- U.S. National Park Service;[125]@ALTUSNatParkSer,[126]@NatParkUndrgrnd
- Yellowstone National Park: @AltYelloNatPark
- U.S. Government resistance (General resistance): @AltWhitehouseIT, @ActualEPAFacts, @AltStateDpt

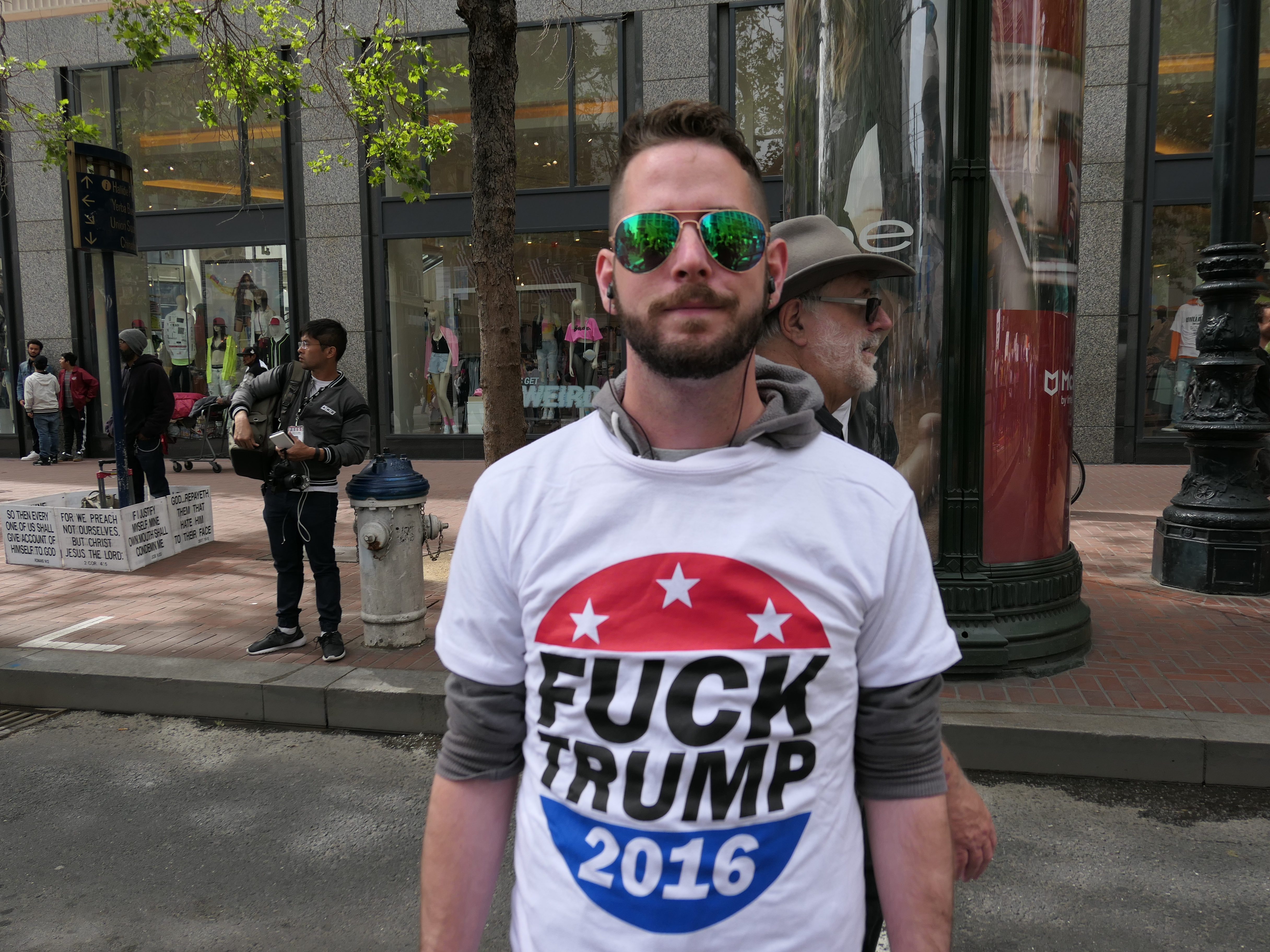
Maglietta "Fuck Trump" a San Francisco durante la "Tax Day March" il 15 aprile del 2017

### Inaugurazione
Un gran numero di proteste è stato pianificato in occasione della cerimonia inaugurale prevista per il 20 gennaio del 2017. La preparazione della sicurezza ha riunito quasi 28.000 addetti i quali hanno partecipato ai controlli durante l'insediamento avvenuto a Washington.
La stragrande maggioranza dei manifestanti, diverse migliaia in tutto, erano del tutto pacifici; tuttavia si sono verificati anche una serie di atti violenti, come la distruzione di proprietà (diritto). L'organizzazione politica denominata DisruptJ20 ha connesso per via telematica i posti di blocco presenti tentando di metterli fuori uso. Alcuni elementi di queste proteste appartenevano a gruppi di black bloc e elementi autodefinitosi come anarchismo i quali si sono impegnati in sporadici atti di vandalismo, rivolta e violenza.

#### Washington
Alla vigilia della cerimonia inaugurale, il 19 di gennaio, i manifestanti si sono radunati all'esterno del National Press Building a Washington, là ove si stava svolgendo la "DeploraBall". Diversi contestatori hanno cominciato a lanciare una varietà di oggetti contro i partecipanti, finendo con il colpire un uomo alla testa. La polizia ha risposto con gas lacrimogeno e spray al peperoncino, riuscendo così a disperdere la folla.
Il giorno seguente un gruppo composto da un centinaio di persone ha distrutto le finestre di diverse aziende in pieno centro cittadino e ha rovesciato i bidoni della spazzatura. I manifestanti hanno anche bloccato le entrate all'evento dell'insediamento e si sono incatenati alle transenne divisorie tentando così - ma con scarso successo - d'impedire ai sostenitori del neo-presidente di radunarsi nelle immediate vicinanze del percorso della parata inaugurale.
Lungo il tragitto altre centinaia di contestatori si sono radunati in sit-in di protesta, sventolando cartelli e scandendo slogan anti-Trump; si sono occasionalmente verificati anche degli scontri con le forze dell'ordine preposte al controllo della situazione, con manifestanti mascherati che lanciavano pietre e blocchi di cemento contro la polizia.
Quest'ultima, in tenuta antisommossa, ha reagito con gas lacrimogeno, spray al peperoncino, "granate flash" e altri strumenti con lo scopo di disperdere la folla. Le proteste violente sono proseguite nel tardo pomeriggio tutt'attorno a Pennsylvania Avenue.

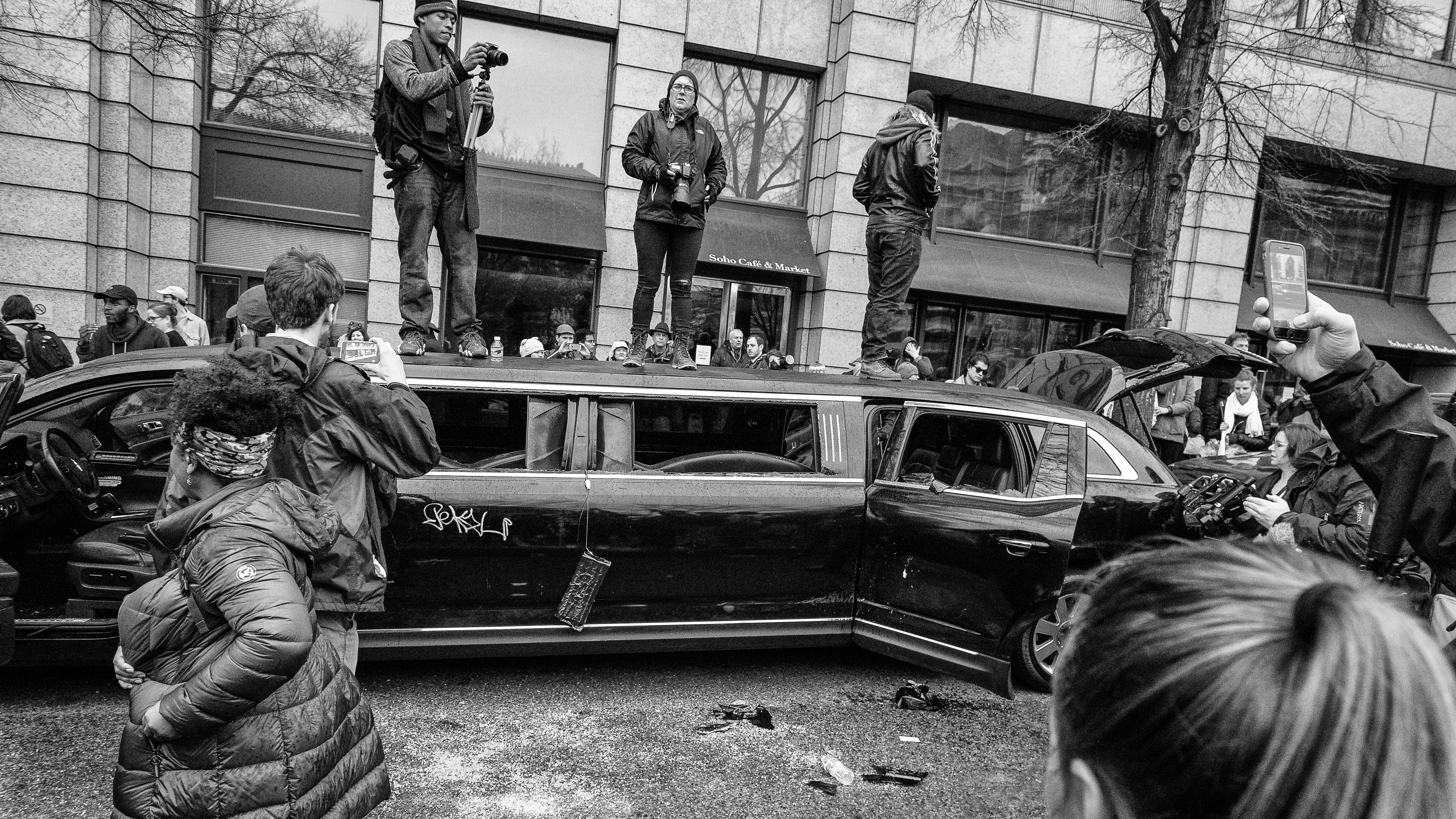
Distruzione di una limousine il giorno della cerimonia d'insediamento a Washington

Una limousine è stata prima deturpata con scritte, i suoi finestrini sono andati in frantumi e successivamente è stata data alle fiamme; essa era proprietà di un immigrato musulmano. Il fuoco si è velocemente propagato anche su uno Sport Utility Vehicle dei reporter di Fox News Channel, che si trovava parcheggiato appena dietro alla limousine.
Sono state arrestate per il fatto 230 persone e di queste 217 accusate a livello federale di "disordini con intenti criminosi"; se condannati sono punibili fino a 10 anni e una multa fino a 250.000 dollari. Sei agenti hanno riportato ferite lievi.
Il 6 luglio del 2018 sono stati segnalati 21 imputati e dichiarati colpevoli, tra cui uno per reati gravi in relazione alla rivolta e ai danni materiali prodotti. Tra gennaio e luglio del 2018 circa 169 persone hanno visto respingere tutte le accuse rivolte contro di loro.

#### California
Venerdì 20 gennaio del 2017, nel corso della mattinata, i contestatori anti-Trump hanno bloccato la sede principale di Uber a San Francisco con la motivazione che l'amministratore delegato della compagnia viene considerato un "collaboratore" di Trump. Circa 16 persone sono state tratte in arresto durante la manifestazione che ha creato catene umane con l'intenzione di bloccare tutti gli accessi agli uffici. Le altre sedi di compagnie rimaste bloccate in quella stessa giornata sono state quelle della Wells Fargo e di Caltrain.
A Los Angeles migliaia di persone sono riuscite a protestare in maniera del tutto pacifica per l'intera giornata di venerdì, nonostante la pioggia battente. I manifestanti si sono infine radunati all'esterno del municipio di Los Angeles.

Il logo di "HEWILLNOTDIVIDE.US"

#### LaBeouf, Rönkkö & Turner
Il terzetto di artisti LaBeouf, Rönkkö & Turner hanno iniziato lo streaming di una "protesta quadriennale", intitolata HEWILLNOTDIVIDE.US, alle 9:00 del mattino dell'inaugurazione del 20 di gennaio.
I partecipanti sono stati invitati a registrare la frase "Non ci dividerà" ad una telecamera montata su un muro "quante volte e per tutto il tempo che desiderano", in quello che gli artisti hanno descritto come "uno spettacolo di resistenza o insistenza, opposizione o ottimismo, guidato dallo spirito di ogni singolo partecipante e della comunità".
Il filmato è stato trasmesso su un feed 24/7 in cui gli autori annunciavano che sarebbe proseguito per tutto il corso della presidenza di Donald Trump. L'ospite iniziale dell'opera, il Museum of the Moving Image di New York, ha abbandonato il coinvolgimento con il progetto dopo tre settimane, citando preoccupazioni per la sicurezza pubblica.
L'installazione è divenuta particolarmente controversa dopo che i suprematisti del potere bianco hanno iniziato a urlare "Quattordici parole" alla macchina da presa e a causa dell'aumentato "bighellonare" nell'area intorno al museo, il quale da parte sua riceveva minacce di atti di violenza nei suoi confronti.
Gli artisti, nel frattempo, hanno affermato che il museo si è "piegato alle pressioni politiche" nella cessazione del loro coinvolgimento pubblico, aggiungendo che non si sono verificati mai episodi di violenza. Più di un milione di persone hanno visto il live-stream prima che questo fosse chiuso. La mostra è stata spostata il 18 febbraio del 2017 in un muro al di fuori del Teatro El Rey ad Albuquerque, nel Nuovo Messico.

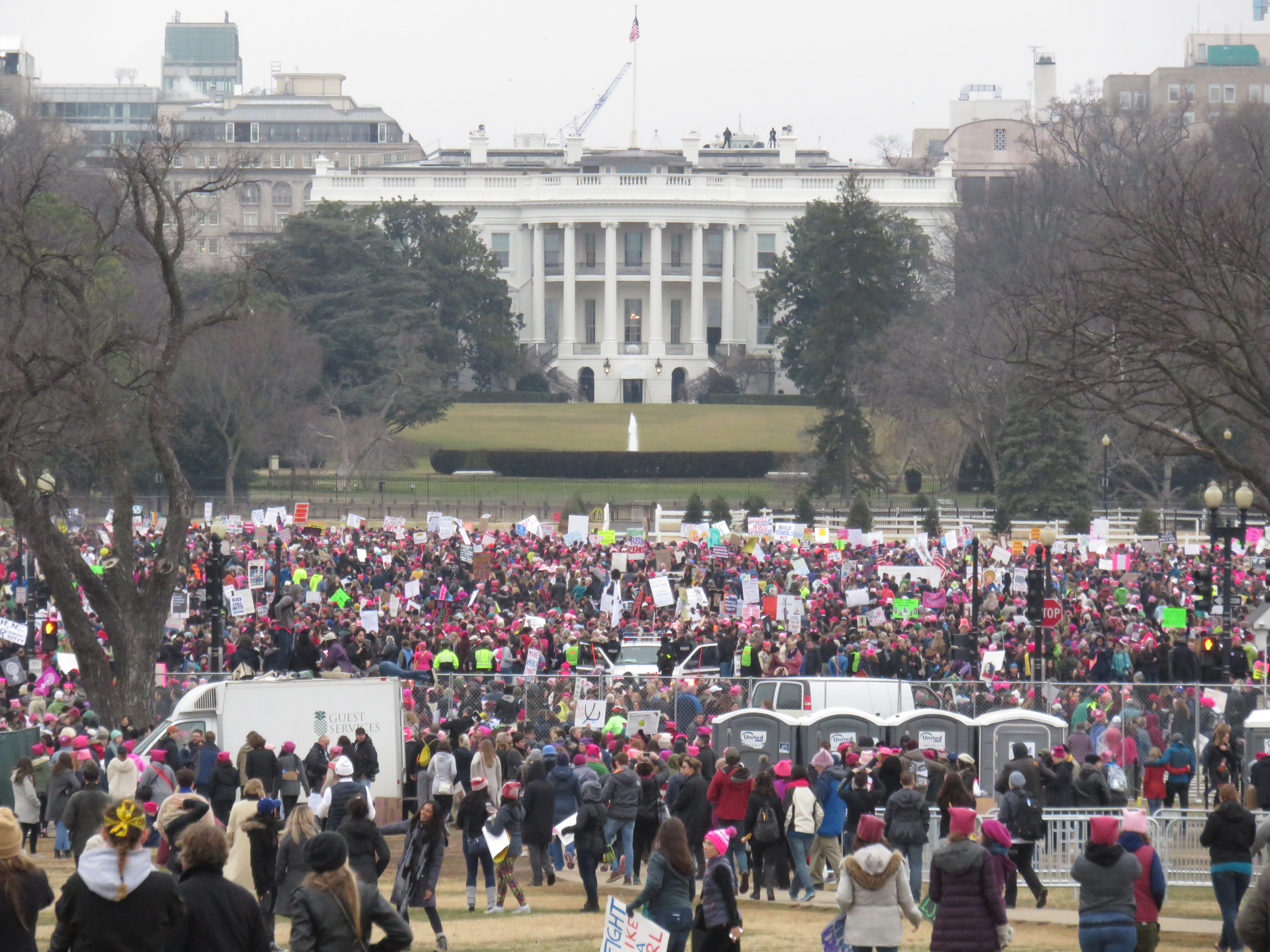
Women's March on Washington davanti alla Casa Bianca

### Women's March
La Women's March on Washington è stata una manifestazione del 21 gennaio 2017 svoltasi nella capitale federale Washington, che ha attirato circa 597.000 persone a Independence Ave e Third Street per protestare davanti alla prima giornata intera di Donald Trump in carica. Le proteste simultanee hanno attirato grandi folle in tutti i 50 Stati federati e in tutti e sette i continenti del globo terrestre.

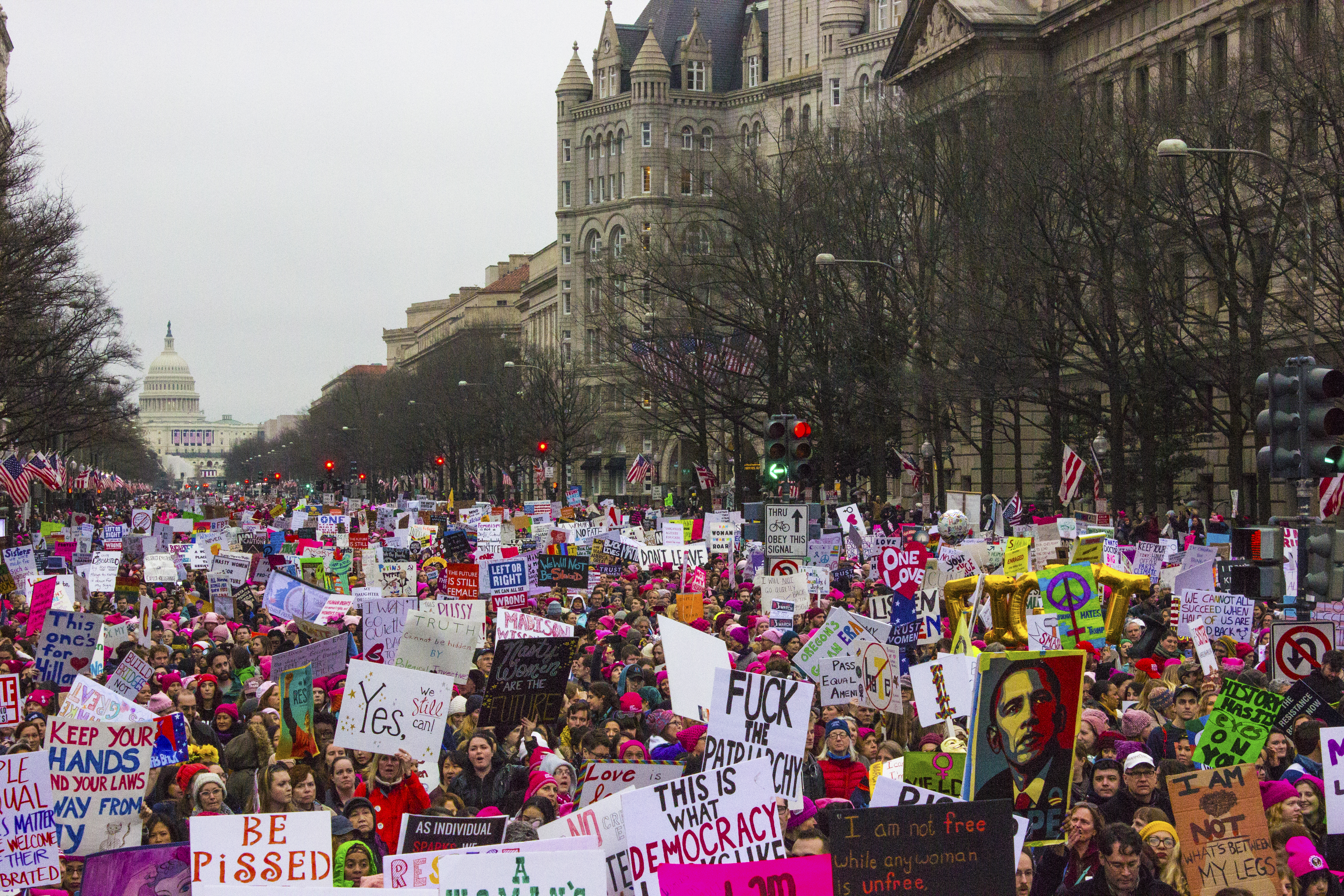
Pennsylvania Avenue durante la Women's March on Washington

Si stima che tra 3,3 e 4,6 milioni di persone siano state coinvolte nella marcia in tutto il paese, diventando così la più grande protesta nella storia degli Stati Uniti d'America.
La professoressa Erica Chenoweth sostiene che la "Marcia delle donne" mostra i segni distintivi dell'inizio di un movimento di successo. Rebecca Katz, una stratega progressista, ritiene anch'essa che le proteste contribuiscano a creare un movimento effettivamente duraturo e propositivo.
Nelini Stamp, direttore del Working Families Party, ha interpretato le proteste che hanno avuto luogo dopo l'inaugurazione come la creazione di un vasto "movimento di protesta nazionale".

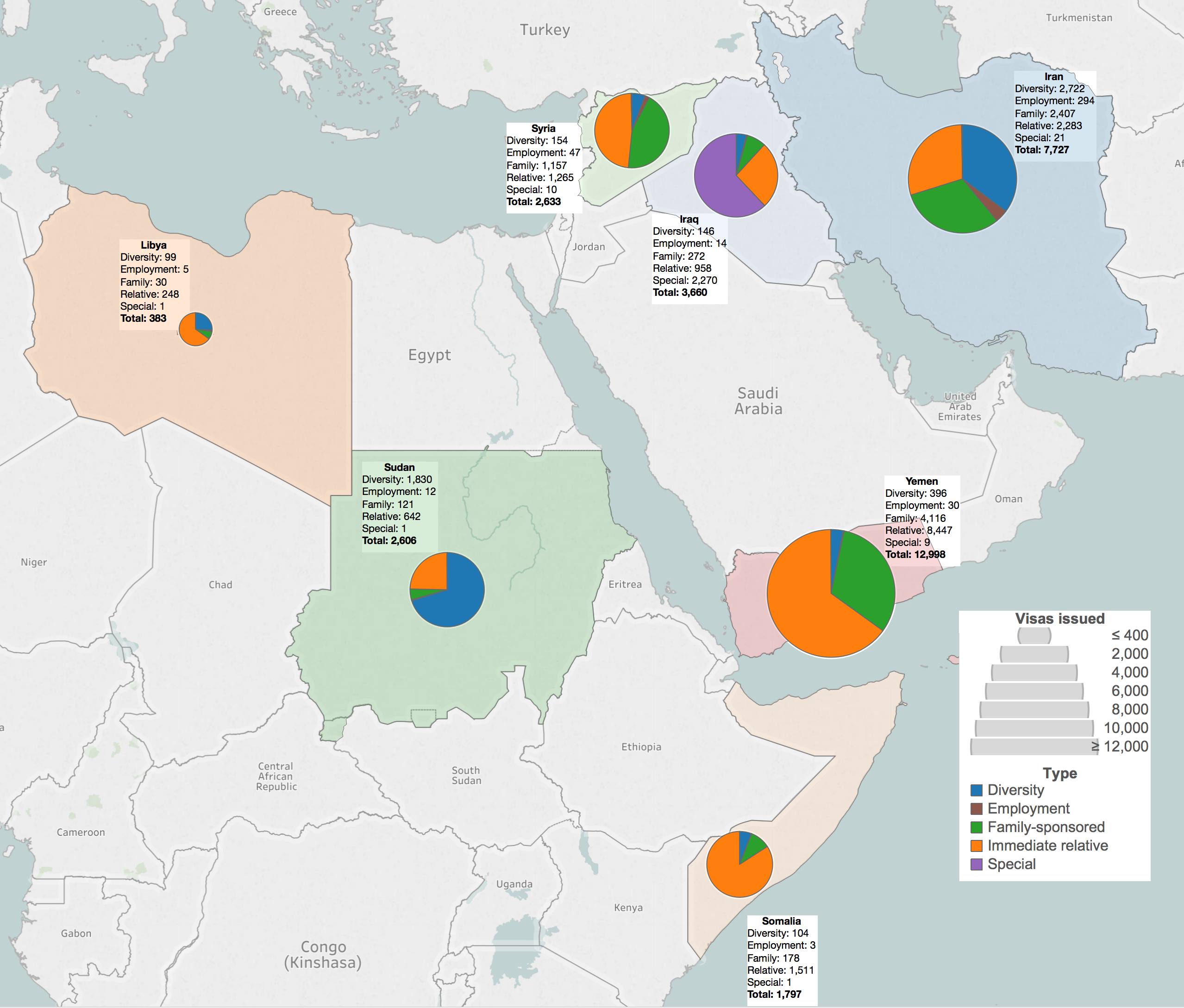
Visti rilasciati nel 2016 per i 7 paesi interessati dalla sezione 3 dell'ordine esecutivo. Il totale è indicato dalla dimensione e il colore scompone il tipo di visto (Green Card).

### Proteste negli aeroporti
Migliaia di manifestanti si sono presentati all'Aeroporto Internazionale John F. Kennedy di Long Island il 28 gennaio del 2017 per protestare contro la detenzione di rifugiati e visitatori provenienti da paesi bloccati dall'ordine esecutivo 13769.

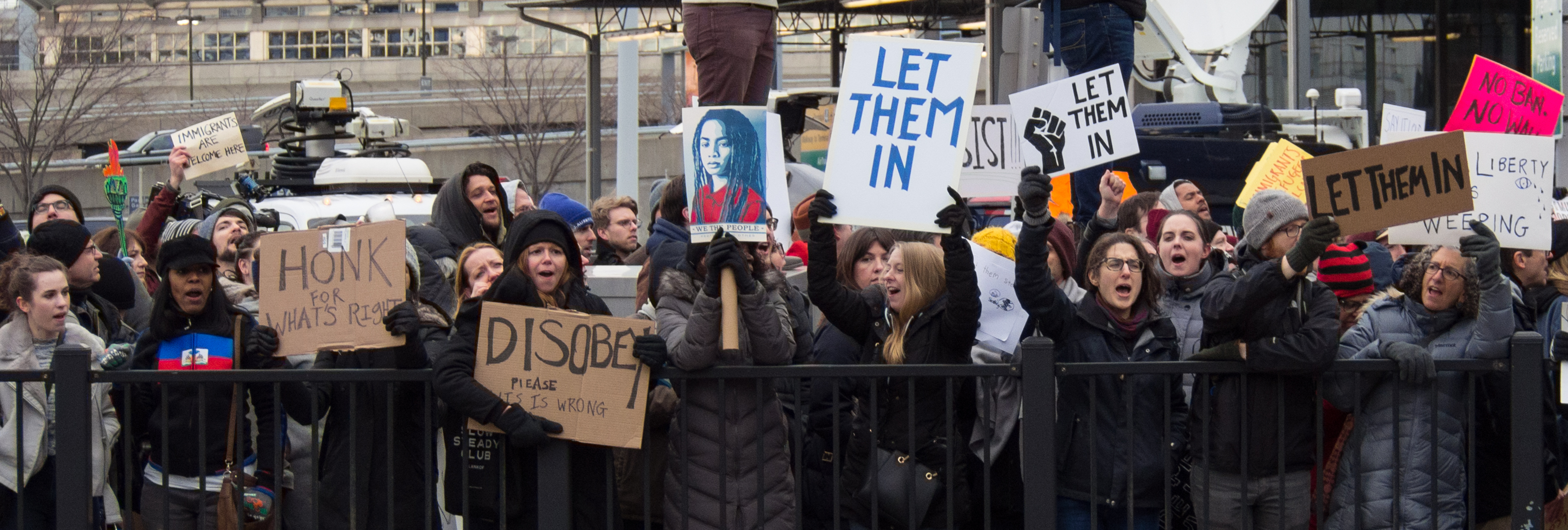
Manifestanti con cartelli all'esterno del Terminal 4 dell'Aeroporto Internazionale John F. Kennedy

La protesta ha scatenato dozzine di ulteriori proteste negli aeroporti di tutta la nazione e in altri luoghi.

### Serrata dei negozi musulmani
Il 2 febbraio, gli imprenditori yemeniti a New York hanno chiuso i loro negozi e Convenience store contemporaneamente tra mezzogiorno e le otto di sera; più di 1.000 imprese hanno partecipato allo sciopero.
La serrata era in segno di protesta contro il divieto di ingresso per i rifugiati in fuga dalla Guerra civile dello Yemen (2015) o l'ordine esecutivo 13769. Più tardi, al Brooklyn Borough Hall, si è svolta una manifestazione pacifica e alle 17:15 i musulmani partecipanti hanno celebrato un Ṣalāt al-maghrib di massa sui gradini esterni dell'edificio.

### 4 febbraio 2017
Il 4 febbraio migliaia di manifestanti hanno marciato nella località presidenziale di Mar-a-Lago a Palm Beach, in Florida, dove Trump stava partecipando a una raccolta di fondi per la Croce Rossa Internazionale.

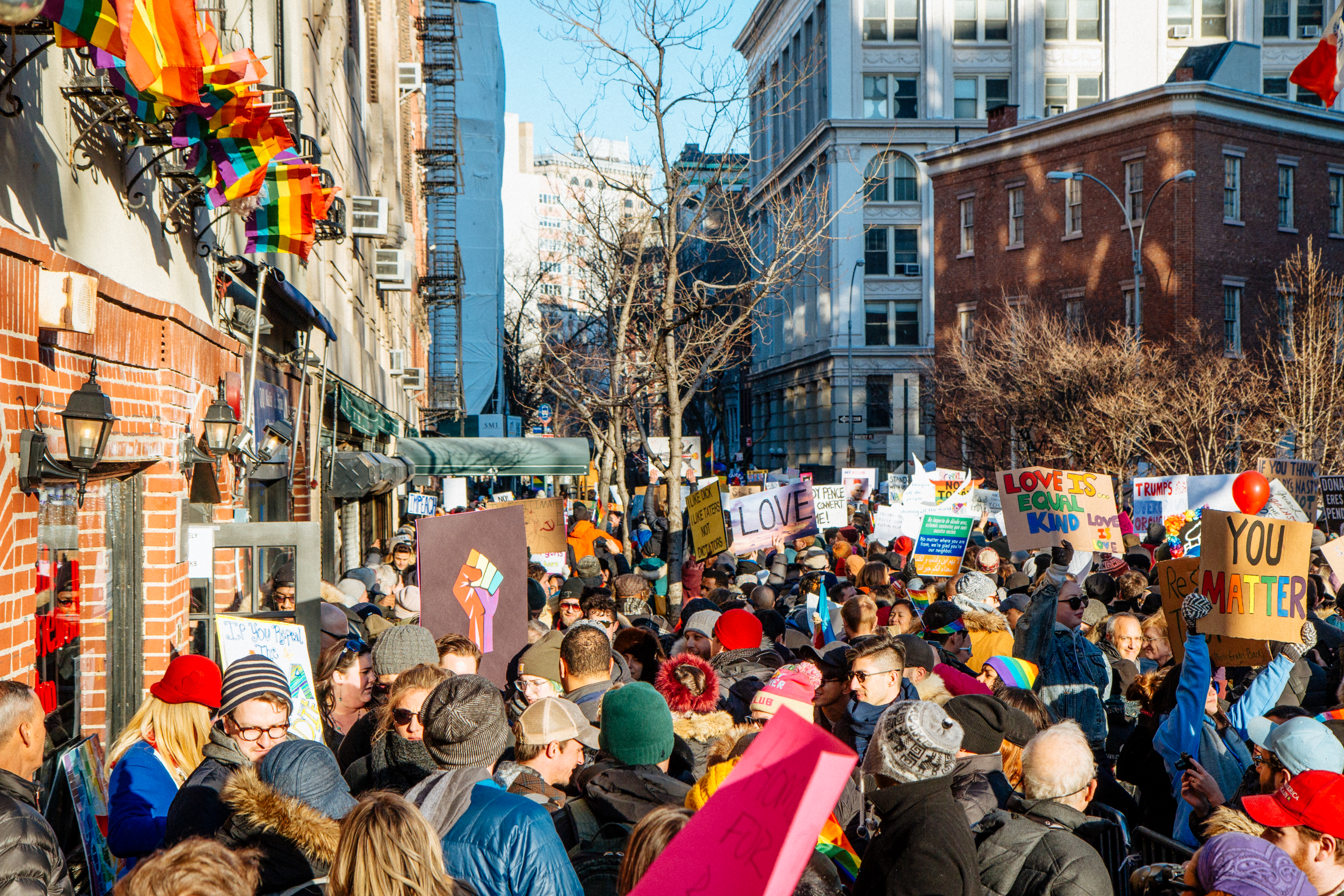
Raduno di solidarietà LGBT di fronte a Stonewall Inn il 4 febbraio del 2017

A New York migliaia di persone della comunità LGBTQ si sono riunite presso lo storico Stonewall Inn dando il via ad uno spettacolo di solidarietà con le comunità di immigrati e le persone colpite dal divieto d'ingresso.

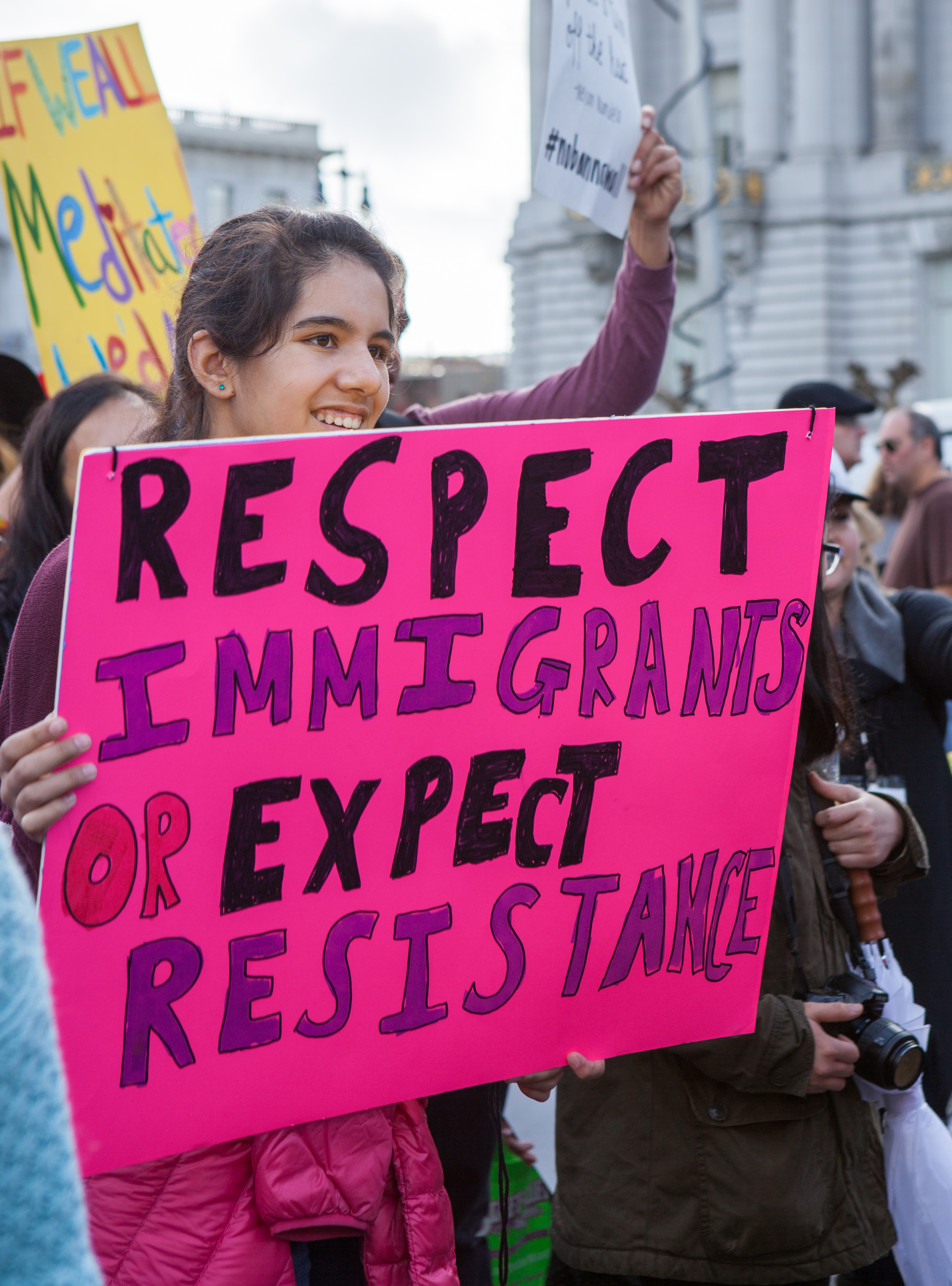
"Respect Immigrants or Expect Resistance" a San Francisco

Migliaia di persone a San Francisco hanno partecipato a una protesta pacifica che si è svolta all'esterno del municipio di San Francisco. Proteste del tutto simili si sono svolte anche a Los Angeles e a Washington.
In Canada in migliaia si sono radunati al di fuori del consolato americano a Toronto per protestare contro l'islamofobia di Trump.

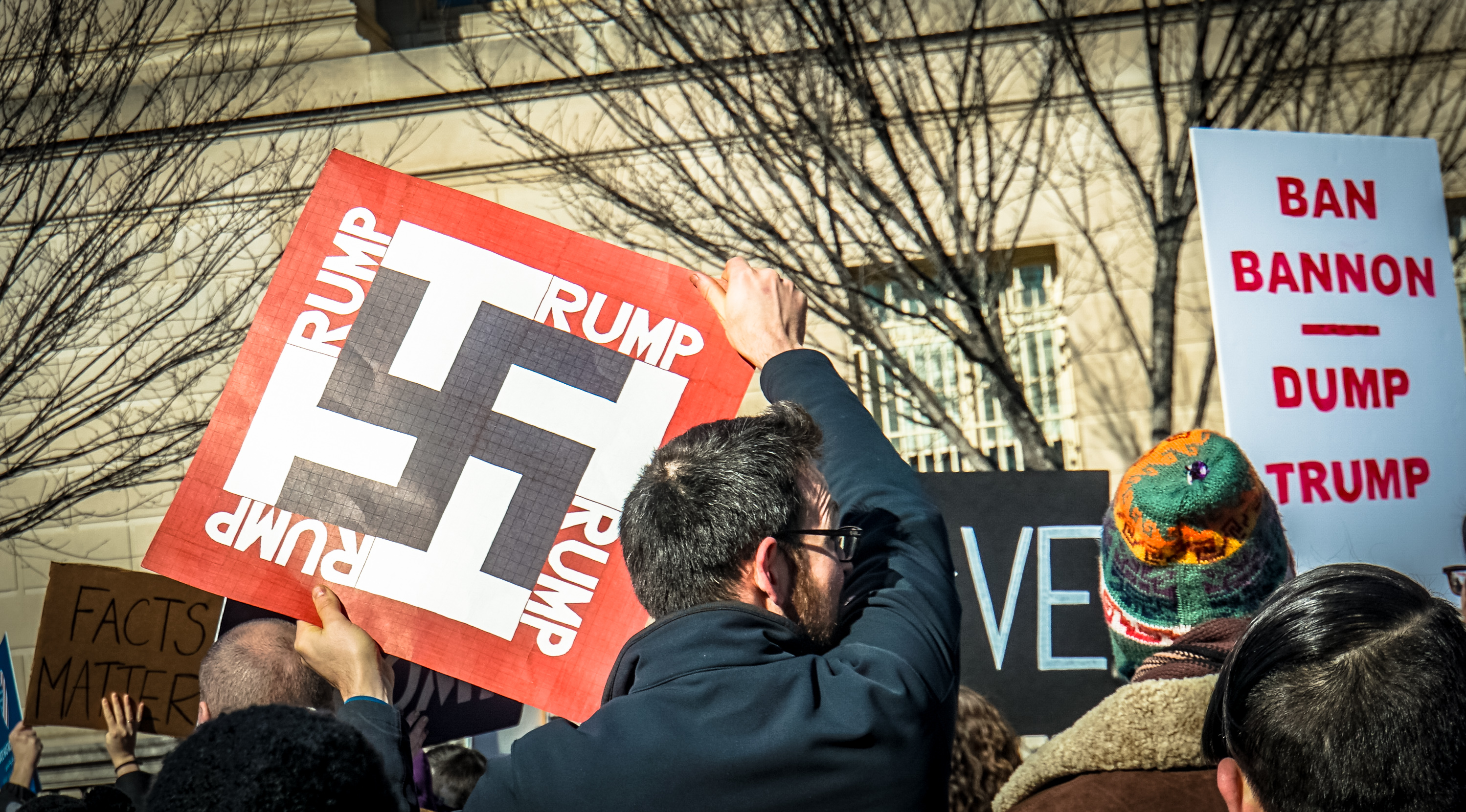
Manifestazione contro il divieto d'ingresso per i musulmani (Trump-Nazismo) a Washington il 4 febbraio del 2017

Altre migliaia di cittadini statunitensi sono scesi in piazza per manifestare contro il divieto d'ingresso per i rifugiati di religione musulmana e l'invito di Theresa May rivolto al presidente per effettuare una visita ufficiale di stato.

### 11 e 12 febbraio 2017
Le proteste si sono verificate a livello internazionale l'11 e 12 di febbraio 2017. A Ocean Beach (San Francisco), il giorno 11 migliaia di persone si sono unite per scrivere un enorme appello "RESIST!!" sulla sabbia della spiaggia. Le parole hanno potuto essere lette anche dal cielo e si stima che siano state coinvolte da 4.600 a 5.600 persone.
A Edimburgo una grande protesta contro Trump ha avuto luogo ed è stata organizzata dal gruppo "Scotland Against Trump"; in migliaia hanno partecipato alla protesta in Scozia, che includeva anche discorsi ed era di natura prettamente pacifica.
A Praga molti espatriati degli Stati Uniti e cittadini cechi hanno marciato attraverso il centro città l'11 febbraio.

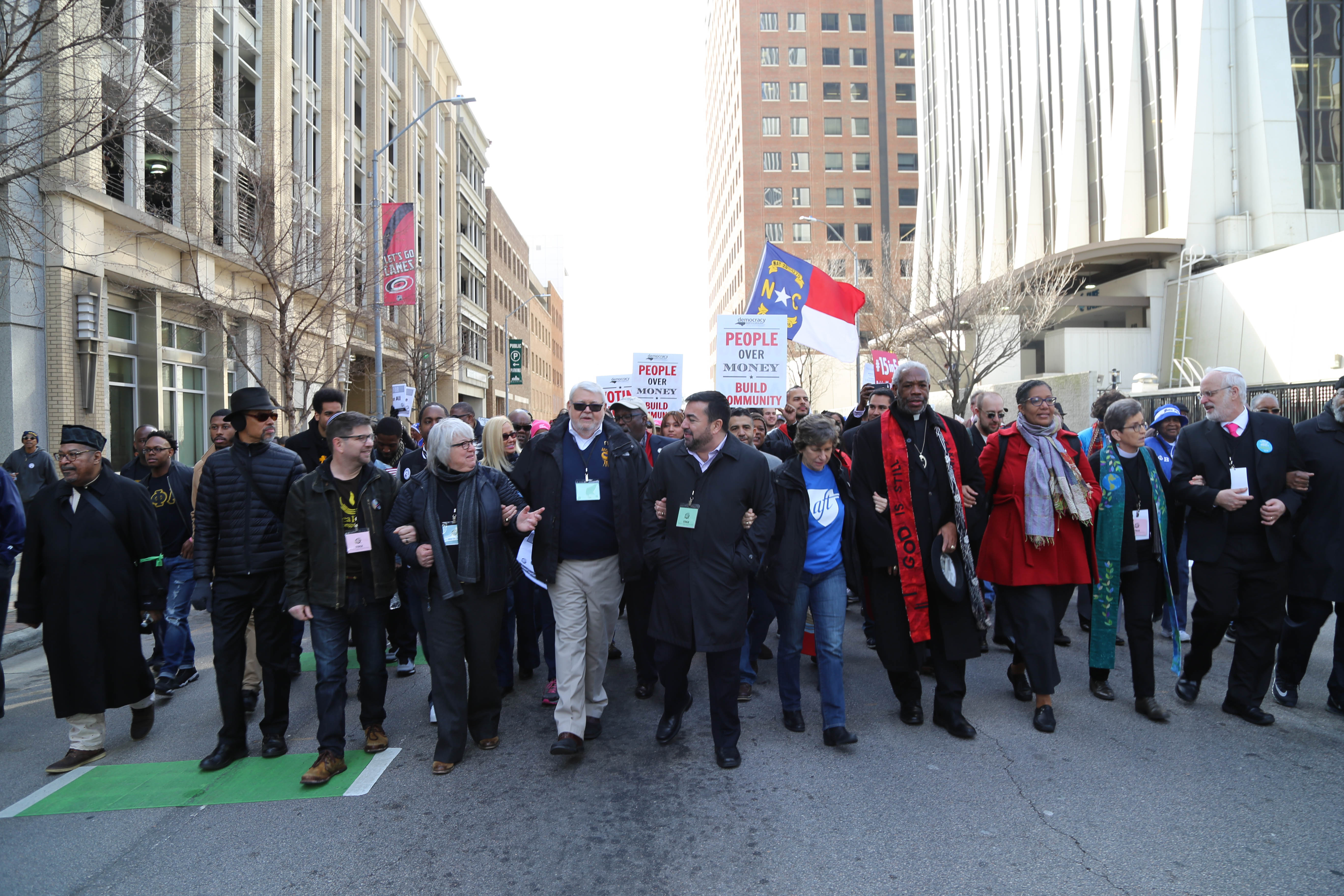
"Marcia morale su Raleigh (Carolina del Nord)"

Nella Carolina del Nord una "Marcia morale su Raleigh (Carolina del Nord)" si è svolta nello stesso giorno ed è stata guidata dalla NAACP a sostegno dei diritti LGBT nel mondo e contro il presidente.
Le proteste in tutto il Messico hanno avuto luogo in 18 città differenti il 12 di febbraio; queste manifestazioni non erano rivolte contro gli americani, ma contro la politica di Trump, con alcune proteste che criticavano anche lo stesso governo messicano.
A Città del Messico circa 20.000 persone hanno marciato su Paseo de la Reforma: qui due gruppi hanno organizzato le proteste, "Vibra México" e "Mexicanos Unidos".

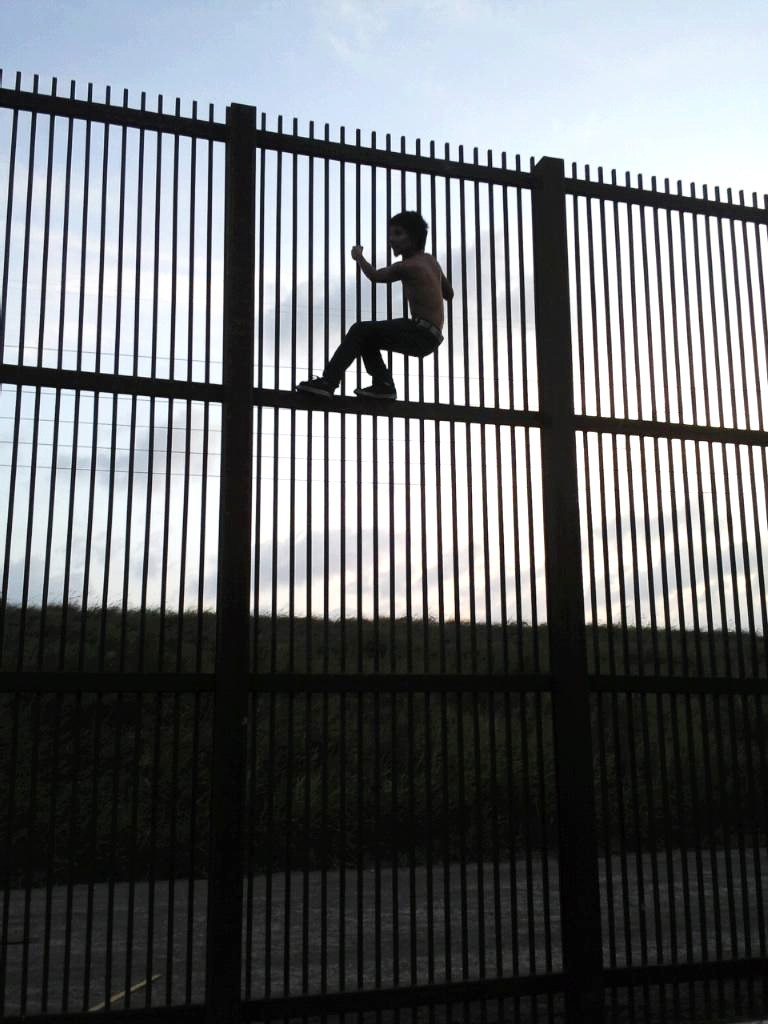
La barriera di separazione tra Stati Uniti d'America e Messico "Wildlife-friendly" a Brownsville (Texas), che permetterebbe alla fauna selvatica di attraversare il confine. Un giovane scala la parete usando le travi orizzontali per il supporto del piede.

I manifestanti erano contrari al trattamento riservato agli immigrati da parte dell'Amministrazione in carica e molti hanno espresso tutta la loro disapprovazione anche nei riguardi della barriera di separazione tra Stati Uniti d'America e Messico da essa proposta.
Altre città che hanno protestato il 12 febbraio hanno incluso Tijuana, Monterrey, Mérida (Messico) e Morelia.

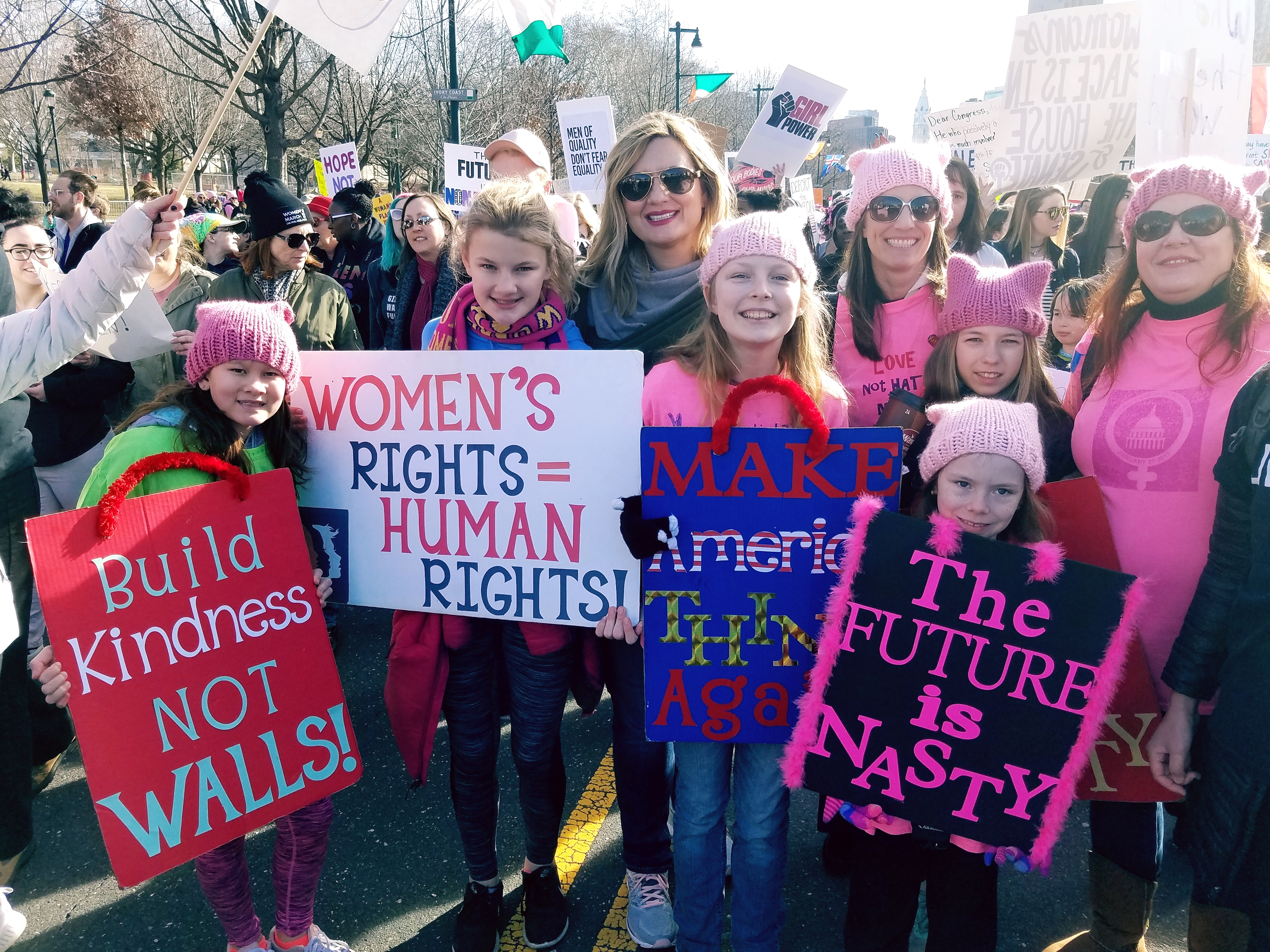
Proteste contro la barriera di separazione tra Stati Uniti d'America e Messico a Filadelfia

### Day Without Immigrants
Una protesta e un boicottaggio hanno avuto luogo il 16 febbraio del 2017, per dimostrare l'importanza dell'immigrazione negli Stati Uniti d'America e al contempo per protestare contro i piani del presidente di innalzare un muro divisorio di confine con lo Stato messicano e per sottoporre a deportazione potenzialmente milioni di emigranti illegali.

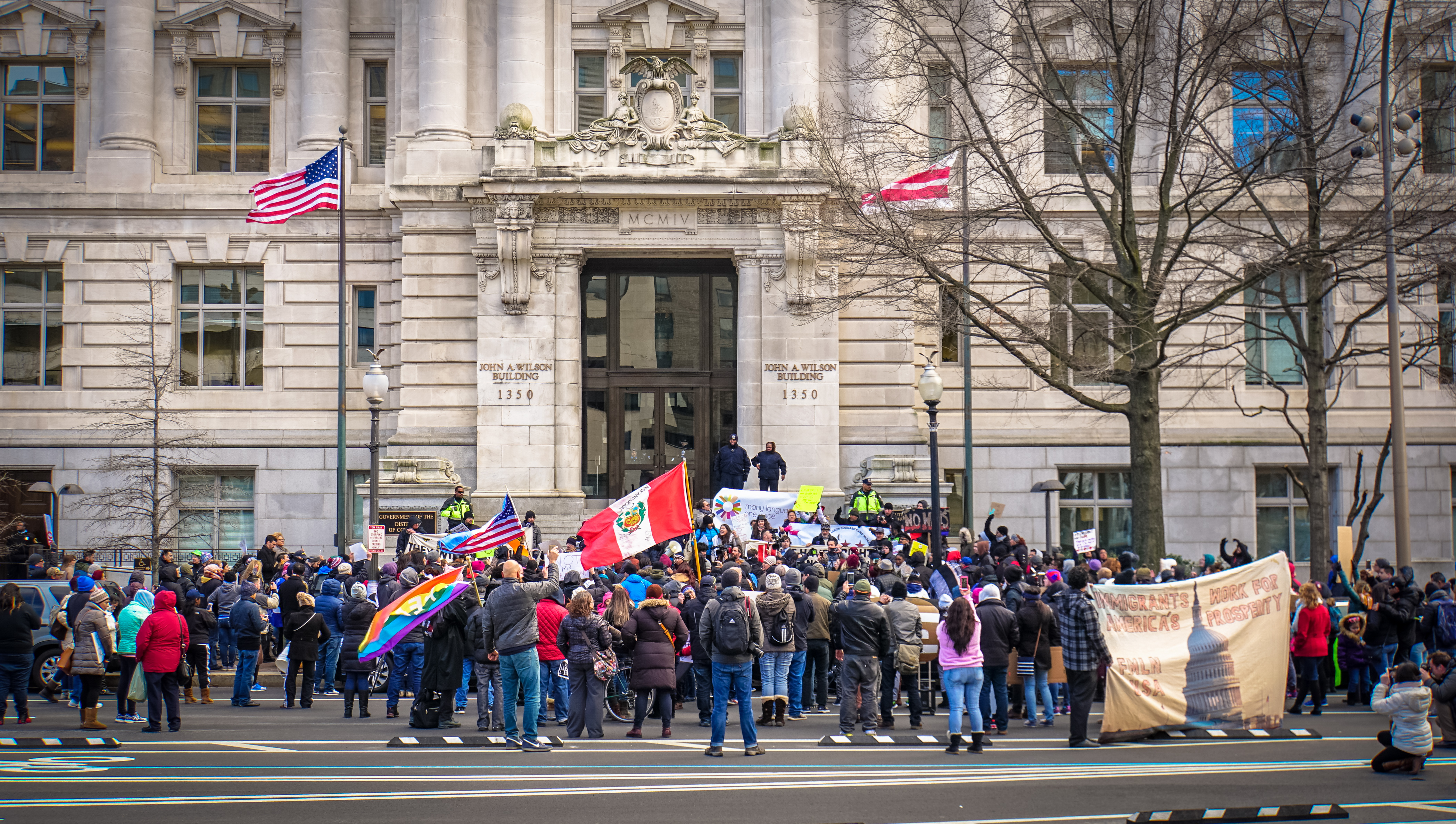
Day Without Immigrants a Washington

Lo sciopero richiedeva che gli immigrati non andassero al lavoro - così da evitare di spendere soldi - e tenessero i figli a casa invece di mandarli a scuola.

### Resist Trump Tuesdays
I contestatori hanno organizzato manifestazioni, raduni e altre attività a livello nazionale. Queste proteste del martedì sono state previste per i primi 100 giorni della presidenza di Donald Trump.

### Not My Presidents Day

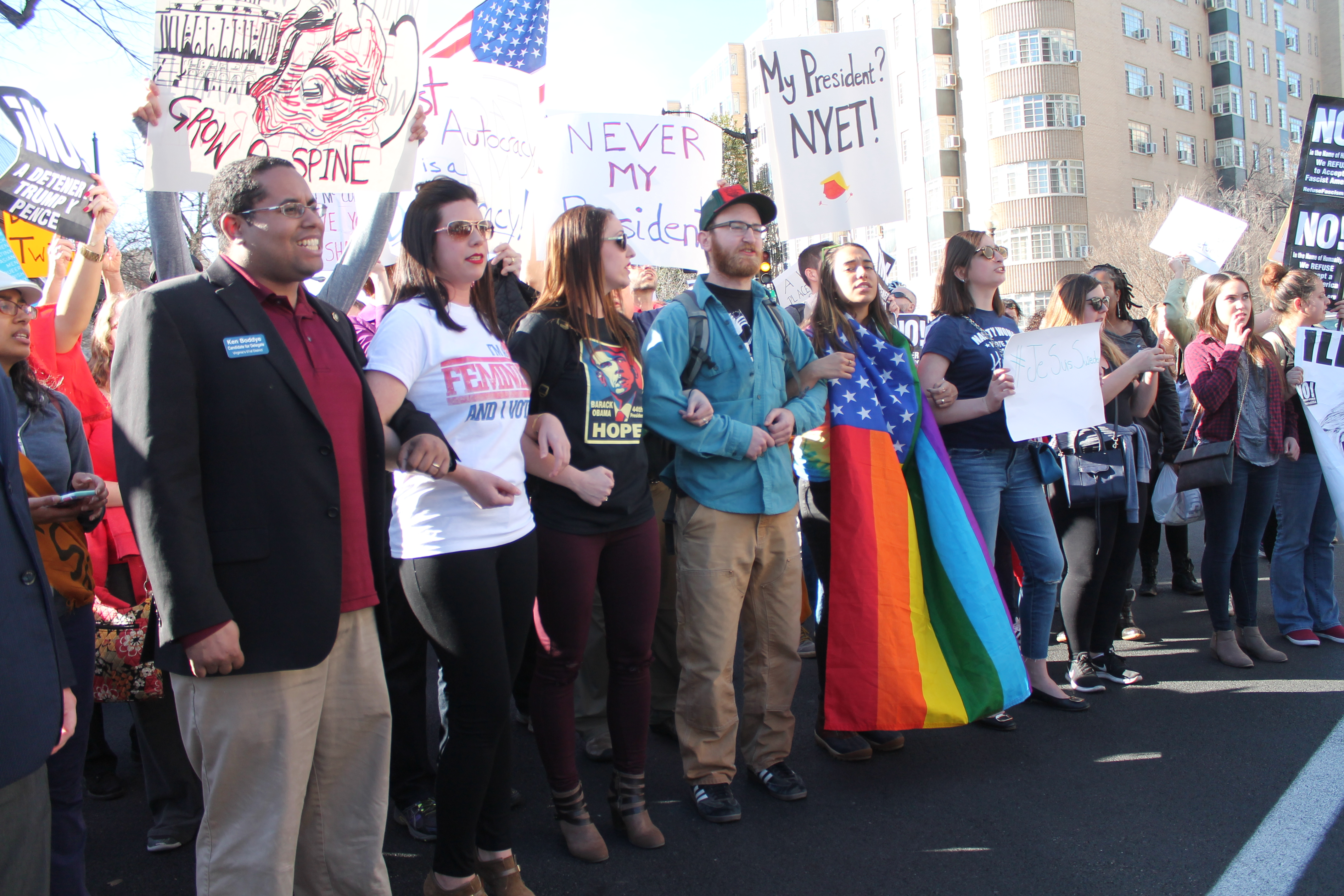
Dimostrazione durante il Not My Presidents Day, un cartello dice: "My President? Nyet!"

Il Not My Presidents Day è stato una serie di proteste anti-Trump organizzate negli Stati Uniti il 20 febbraio del 2017, in concomitanza con il compleanno di George Washington, la festa federale americana conosciuta anche come Presidents' Day.
Gli organizzatori hanno affermato che mentre Trump era tecnicamente il presidente degli Stati Uniti d'America, volevano dimostrare che non rappresentava comunque nei fatti i loro valori. I contestatori hanno anche dichiarato che hanno scelto di riunirsi proprio nel "giorno del Presidente" per onorare i presidenti del passato esercitando i loro "diritti di libertà di assemblea" e quindi per protestare pacificamente.

### United Voices Rally
La United Talent Agency (UTA) ha annullato il suo normale party annuale dedicato al Premio Oscar e ha ospitatoal suo posto un "rally Voices United" il 24 febbraio del 2017, che ha attirato circa 2.000 persone: Jodie Foster, Michael J. Fox, Wilmer Valderrama e Keegan-Michael Key sono stati i relatori. Tra gli altri partecipanti il vice-governatore della California Gavin Newsom, l'amministratore delegato di UTA Jeremy Zimmer e l'autore di origini iraniane Reza Aslan.
Il raduno ha condannato il divieto di ingresso per i rifugiati yemeniti, la politica sull'immigrazione attuata dalla presidenza di Donald Trump e i tentativi di cancellare la riforma sanitaria della Presidenza di Barack Obama; ha inoltre definito il clima politico esistente come intriso di "fanatismo e nazionalismo" esasperato. Ha infine contribuito a raccogliere $ 320.000 per l'American Civil Liberties Union e l'International Rescue Committee (organizzazione non a scopo di lucro volta agli aiuti umanitari).

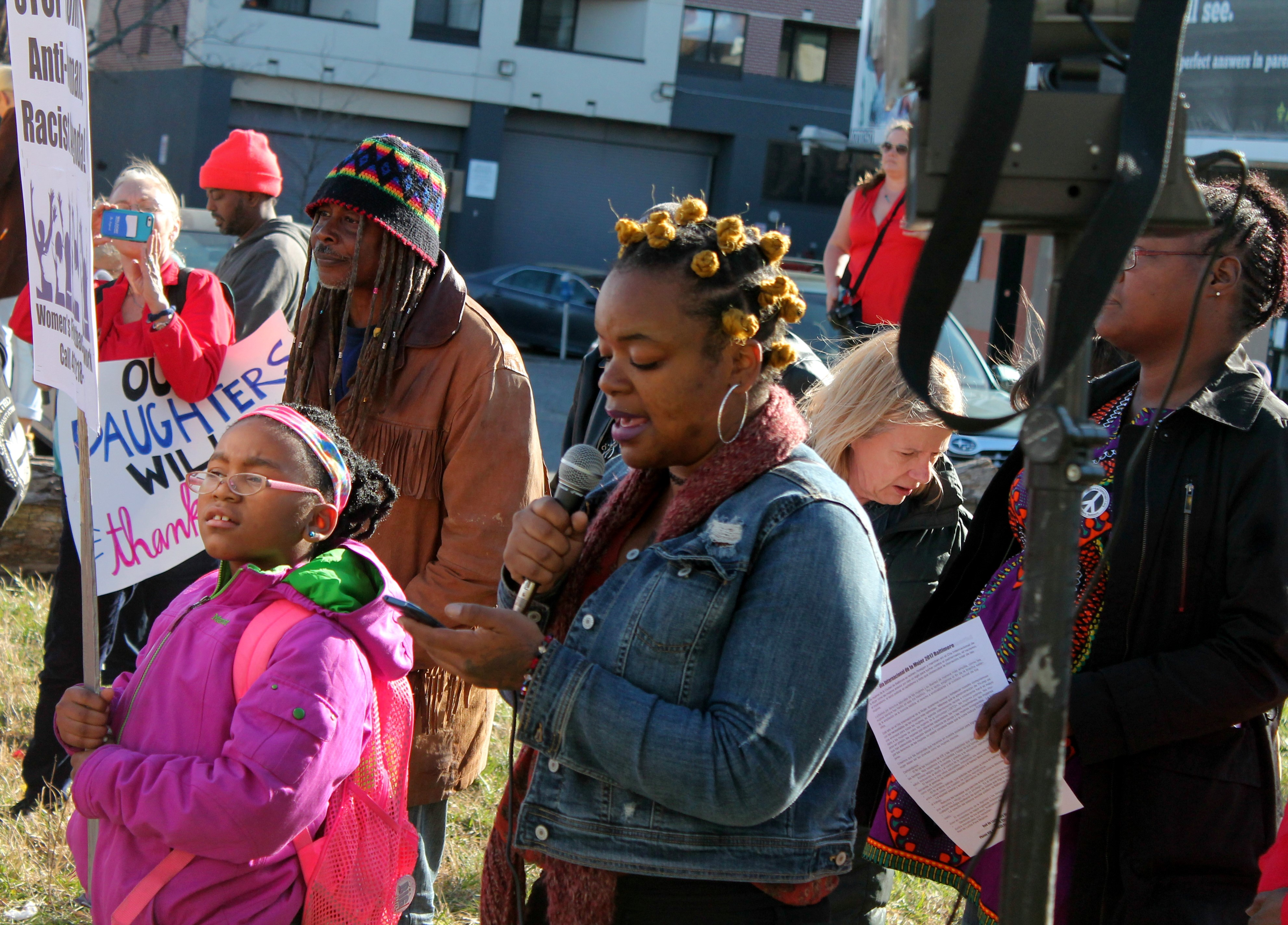
"Day Without a Woman" a Baltimora

### Day Without a Woman
Gli stessi organizzatori della Women's March on Washington hanno chiesto alle donne di astenersi da qualsiasi attività produttiva per l'8 di marzo, la Giornata internazionale della donna, in uno sciopero generale contro la politica amministrativa del Gabinetto di Donald Trump.
Le proteste sono risultate molto più ridotte rispetto alle grandi manifestazioni del 21 gennaio, con l'organizzazione dei contestatari criticata per aver potenzialmente rivelato un "divario tra donne bianche e privilegiate e minoranze, donne a basso reddito le quali potrebbero non essere in grado di permettersi un giorno libero dal lavoro e lo potrebbero invece addirittura perdere".

### Tax March
Questa protesta (nota anche come "Tax Day March" e "Trump's Tax Day") si è tenuta in oltre 150 città negli Stati Uniti il 15 aprile del 2017, per fare pressione sul presidente affinché facesse pubblicare ufficialmente la propria dichiarazione dei redditi. Alcuni contribuenti hanno anche dichiarato che non pagheranno l'Imposta sul reddito delle persone fisiche per protestare contro il nuovo Governo federale.

### March for Science
La "March for Science" è avvenuta durante la Giornata della Terra il 22 aprile del 2017. La protesta si basava sul sostegno al finanziamento della scienza e della ricerca universitaria; ma anche sull'opposizione ai "... piani per eliminare i dati sul cambiamento climatico" e alla stessa negazione del cambiamento climatico da parte dell'amministrazione Trump.
Gli organizzatori hanno dichiarato di avere preoccupazioni significative circa le opinioni della nuova presidenza riguardo alle questioni correlate al clima e alla politica energetica degli Stati Uniti d'America, tra le altre cose.

### People's Climate March

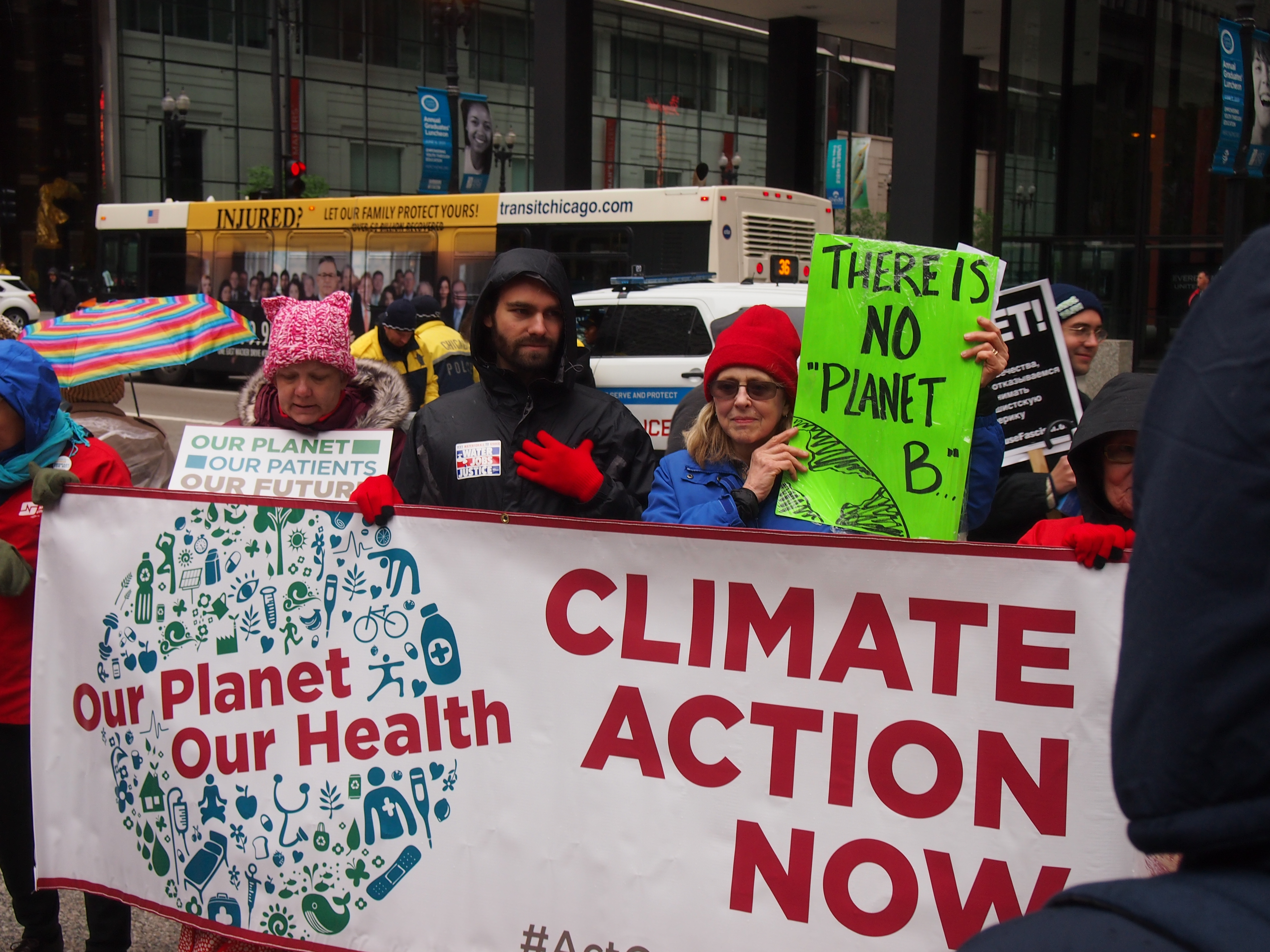
La "People's Climate March" a Chicago

La "People's Climate March" (chiamata anche "People's Climate Movement") è stata una protesta avvenuta sul National Mall di Washington e in 300 altre sedi nel territorio nazionale e in altri paesi al di fuori degli Stati Uniti il 29 aprile del 2017.
Gli organizzatori hanno annunciato la manifestazione già a gennaio per censurare le politiche ambientali assunte dalla presidenza di Donald Trump. Le proteste si sono svolte alla fine dei suoi primi 100 giorni, nel corso di un tempo tempestoso da tornado outbreak. Nella capitale federale erano presenti all'incirca 200.000 partecipanti.

### Maggio 2017

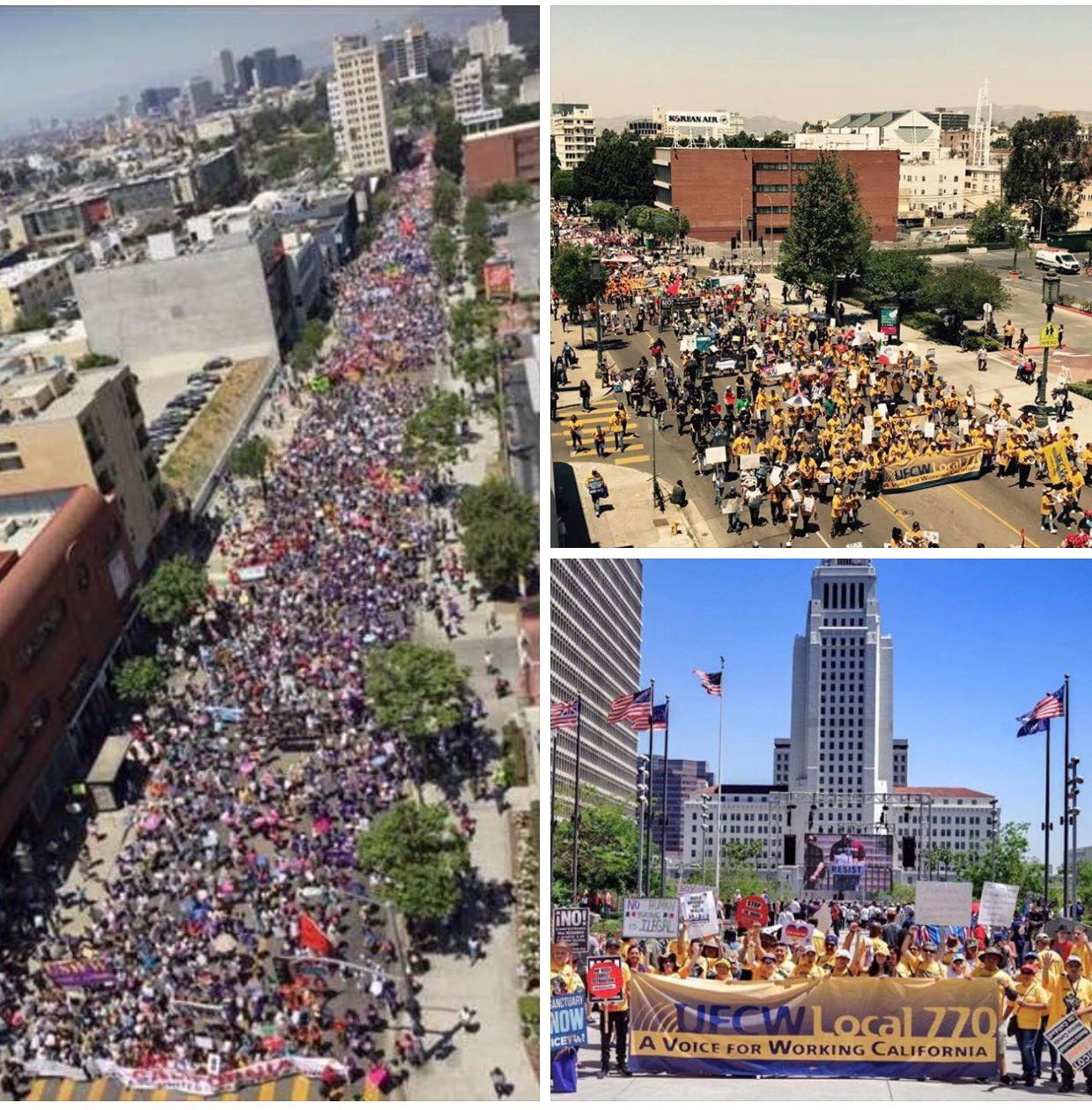
Il "May Day" a Los Angeles

Gli attivisti per i diritti degli immigrati hanno programmato una serie di proteste contro le politiche sull'immigrazione assunte da Trump per il 1º maggio del 2017, festa del lavoro: migliaia di persone hanno partecipato a manifestazioni svoltesi in numerose città degli Stati Uniti, tra cui Chicago, Los Angeles e Washington.
I contestatori contrari alla "deportazione" hanno anche tenuto un sit-in presso l'ufficio del governatore del Texas, Greg Abbott e bloccato il vialetto di accesso all'United States Immigration and Customs Enforcement Office" a San Francisco. Gli insegnanti che lavoravano senza contratto picchettavano fuori dalle scuole di Pittsburgh e Filadelfia e circa 50 aziende di proprietà degli immigrati nell'area metropolitana di Boston hanno tenuto le serrande abbassate per l'intera giornata.
A Portland, in Oregon, una protesta programmata si è presto trasformata in quella che la polizia ha definito una rivolta, con un risultato finale di almeno tre arresti; le forze dell'ordine hanno poi effettuato altri due arresti durante una protesta tenutasi a Seattle, nello Stato di Washington, e ha disperso un gruppo di manifestanti a Olympia (Washington).
A New York dodici manifestanti sono stati arrestati per disobbedienza civile dopo aver bloccato l'ingresso all'edificio della JPMorgan Chase a Manhattan. Infine a Oakland, in California, quattro persone hanno subito un fermo giudiziario per violazione di domicilio su un edificio governativo della Contea di Alameda.

### Il presidente a Manhattan
Il 4 maggio del 2017 un migliaio di manifestanti si sono riuniti a Manhattan per protestare contro il primo ritorno del presidente nella sua abitazione privata dopo l'inaugurazione. I dimostranti hanno manifestato vicino alla USS Intrepid (CV-11), dove Trump stava partecipando a una serata di gala. Lasciò la città quella notte stessa senza neppure visitare la Trump Tower, in seguito twittando che avrebbe trascorso il fine settimana a Bedminster (New Jersey) "invece di causare un grande disagio a New York".

### Viaggio in Belgio
Circa 6.000 persone hanno protestato a Bruxelles durante la visita presidenziale al primo ministro e alla famiglia reale del Belgio il 24 maggio del 2017.

### March for Truth
Il 3 giugno si sono tenute le proteste della "March for Truth", che hanno richiesto un'indagine equa e imparziale sull'impegno e la collusione della Russia nelle elezioni presidenziali del 2016 e su ogni eventuale collegamento con i cittadini americani. Le marce hanno anche chiesto a Donald Trump di dare alla stampa la propria dichiarazione dei redditi per una comprensione più trasparente del valore cumulativo dei suoi beni all'estero.

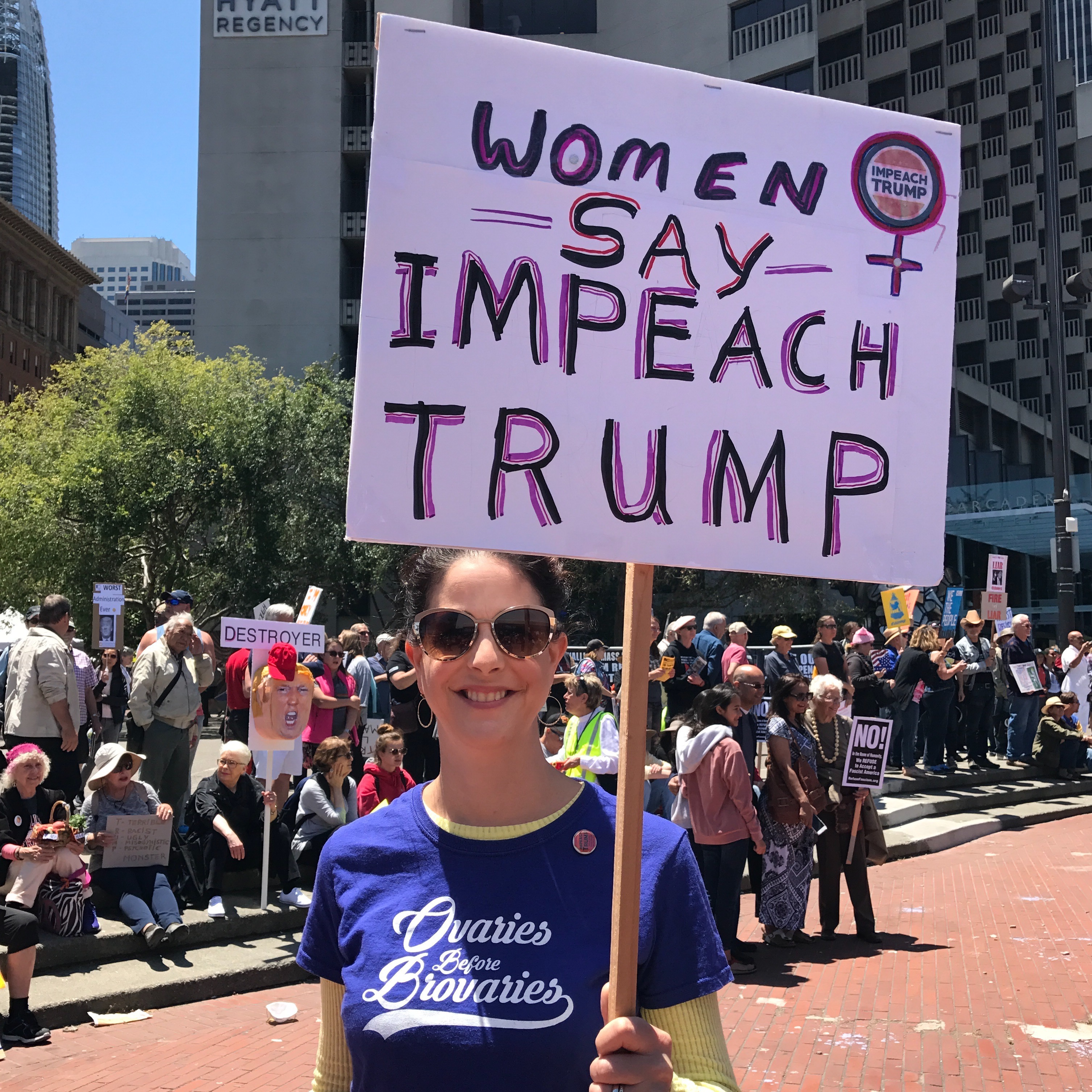
Impeachment March il 2 luglio a San Francisco

### Impeachment March
Le dimostrazioni si sono svolte a livello nazionale il 2 luglio del 2017, richiedendo che il Congresso avvii il processo di impeachment contro il presidente.
Gli organizzatori hanno affermato che sono state violate da parte della presidenza di Donald Trump la "Foreign Emoluments Clause" e la "Domestic Emoluments Clause" dell'articolo II della Costituzione degli Stati Uniti d'America, nonché di aver ostacolato la giustizia nel licenziamento di Sally Yates da Procuratore generale e di James Comey dall'FBI.
Migliaia di manifestanti hanno partecipato a marce a Los Angeles e a San Francisco, mentre in centinaia hanno partecipato a una marcia a San Diego. Le proteste similari verificatesi a Chicago e ad Atlanta hanno attirato circa 50 manifestanti, ed un'altra a Ann Arbor, nel Michigan, con circa 100-150 dimostranti.

### Viaggio in Polonia
Il 6 luglio del 2017 Razem, un partito politico di sinistra polacco, ha organizzato una protesta durante la visita presidenziale in Polonia. I manifestanti erano vestiti da ancelle del romanzo distopico di Margaret Atwood Il racconto dell'ancella, come simbolo dei diritti delle donne messi in pericolo in entrambi i paesi.

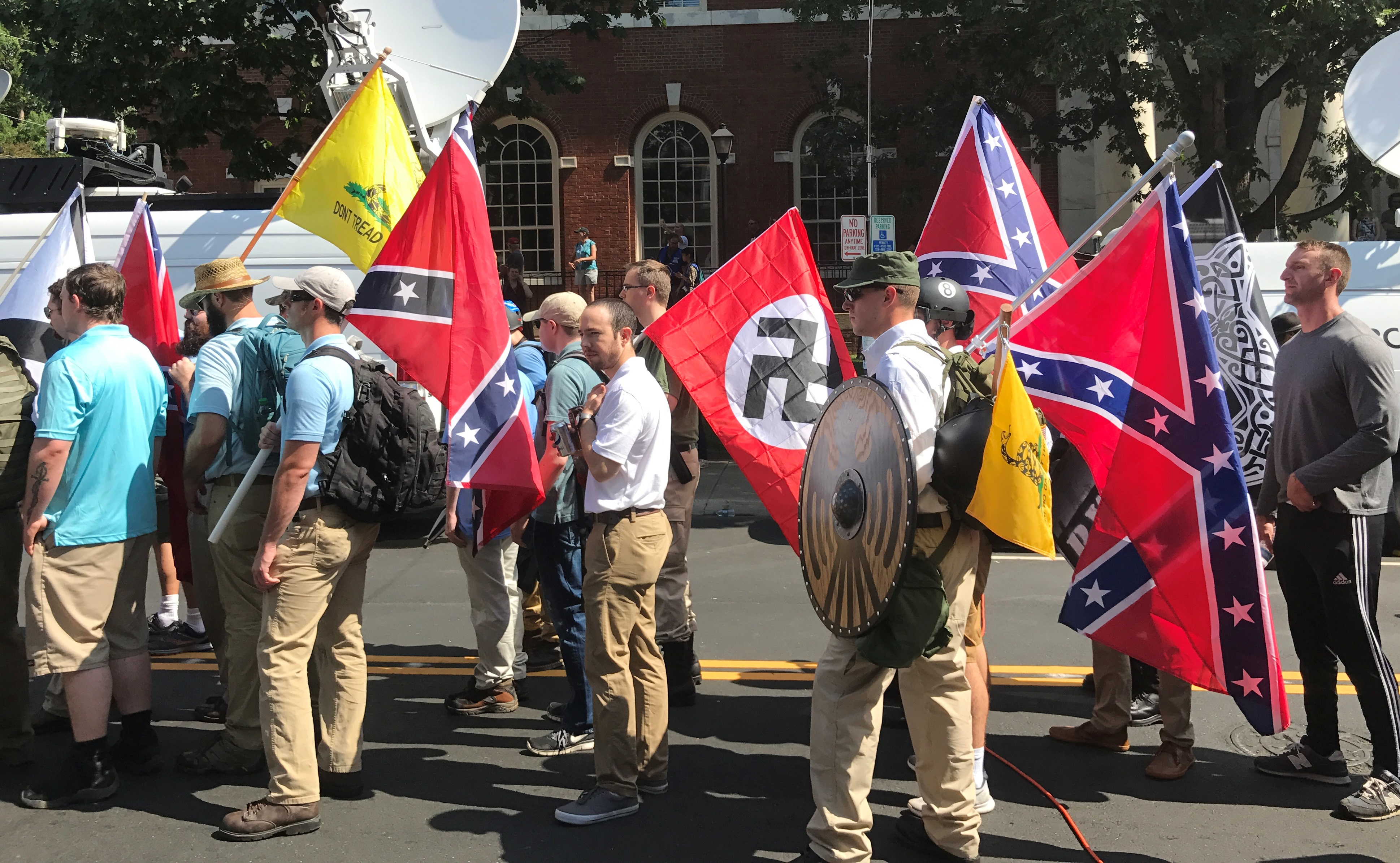
Il neonazismo con la bandiera degli Stati Confederati d'America durante l'Unite the Right rally di Charlottesville, che ha di fatto accelerato l'opera di rimozione dei memoriali e monumenti confederati

### Raduno neonazista a Charlottesville
Una lunga serie di proteste spontanee sono esplose in tutto il paese in seguito alle violenze avvenute a Charlottesville, nella Virginia, nel corso dell'Unite the Right rally del 12 agosto del 2017 promosso dall'estrema destra, in particolare a New York, Chicago e Los Angeles.
Le proteste hanno riguardato sia l'ascesa del suprematismo del potere bianco negli Stati Uniti, sia la mancanza di una ferma condanna dei gruppi bianchi suprematisti da parte del presidente oltre che per i presunti suprematisti che lavorano in seno all'Amministrazione.

### Deferred Action for Childhood Arrivals

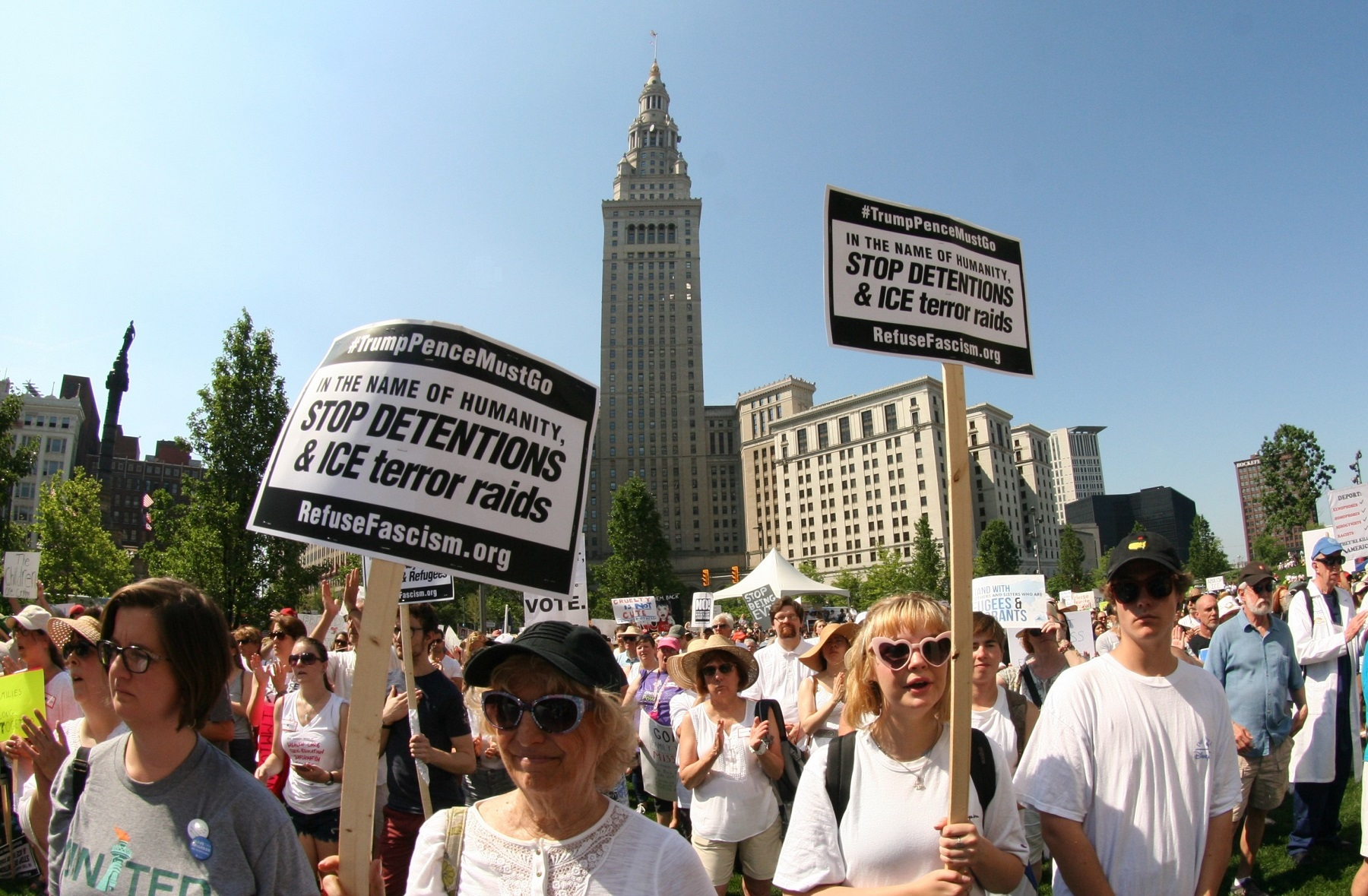
Manifestazione di Refuse Fascism contro la politica "Tolleranza zero" di separazione familiare nei confronti degli immigrati a Cleveland nel giugno del 2018

### Refuse Fascism
Il 4 novembre del 2017 Refuse Fascism ha iniziato una serie di proteste a livello nazionale sia contro Trump che il suo vice Mike Pence. Le dimostrazioni si sono svolte a New York, a Filadelfia, a San Francisco e in altre città.

### Viaggio nelle Filippine
Le proteste sono scoppiate dal 9 al 14 novembre del 2017, quando migliaia di persone hanno inscenato una manifestazione contro il vertice dell'Associazione delle Nazioni del Sud-est asiatico (ASEAN) ospitato dalle Filippine; il loro invito era quello di vietare la visita di Trump e quindi il suo ingresso nel paese.
La motivazione della drastica richiesta scaturirebbe, secondo i gruppi della sinistra politica, dal fatto che il presidente sembra aver "trascinato le Filippine nelle sue retoriche di guerra contro la Corea del Nord: la strage di Mamasapano e la battaglia di Marawi furono creati dalla "guerra al terrorismo" voluta dagli Stati Uniti". Inoltre l'amministrazione Trump viene accusata di 'finanziare' la guerra alla droga da parte del governo sotto il presidente delle Filippine Rodrigo Duterte.
I contestatori anno presentato l'effigie di Trump - con quattro mani rotanti a forma di simbolo della svastica e Duterte subito dietro di lui; è stato infine bruciata dai manifestanti in pubblico.

### Riconoscimento di Gerusalemme quale capitale di Israele

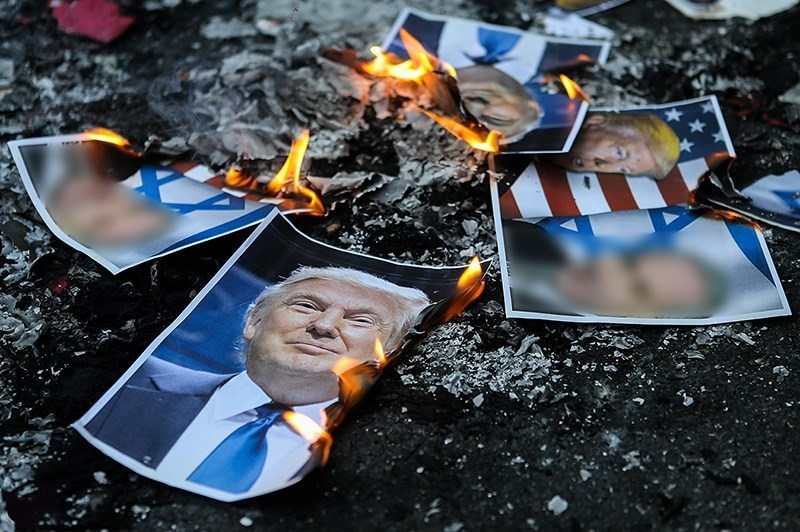
Le foto del presidente bruciate a Teheran dopo il riconoscimento statunitense di Gerusalemme quale capitale di Israele

Le proteste si sono svolte in molti luoghi in tutto il mondo durante il fine settimana del 16 e 17 dicembre del 2017.
Folle negli Stati Uniti, ma anche in Pakistan, nei Paesi Bassi, in Germania, Libano, Giordania, Australia, Montenegro, Iran, Marocco, Polonia, Regno Unito, Grecia e Indonesia si sono riunite per protestare contro la decisione presa.

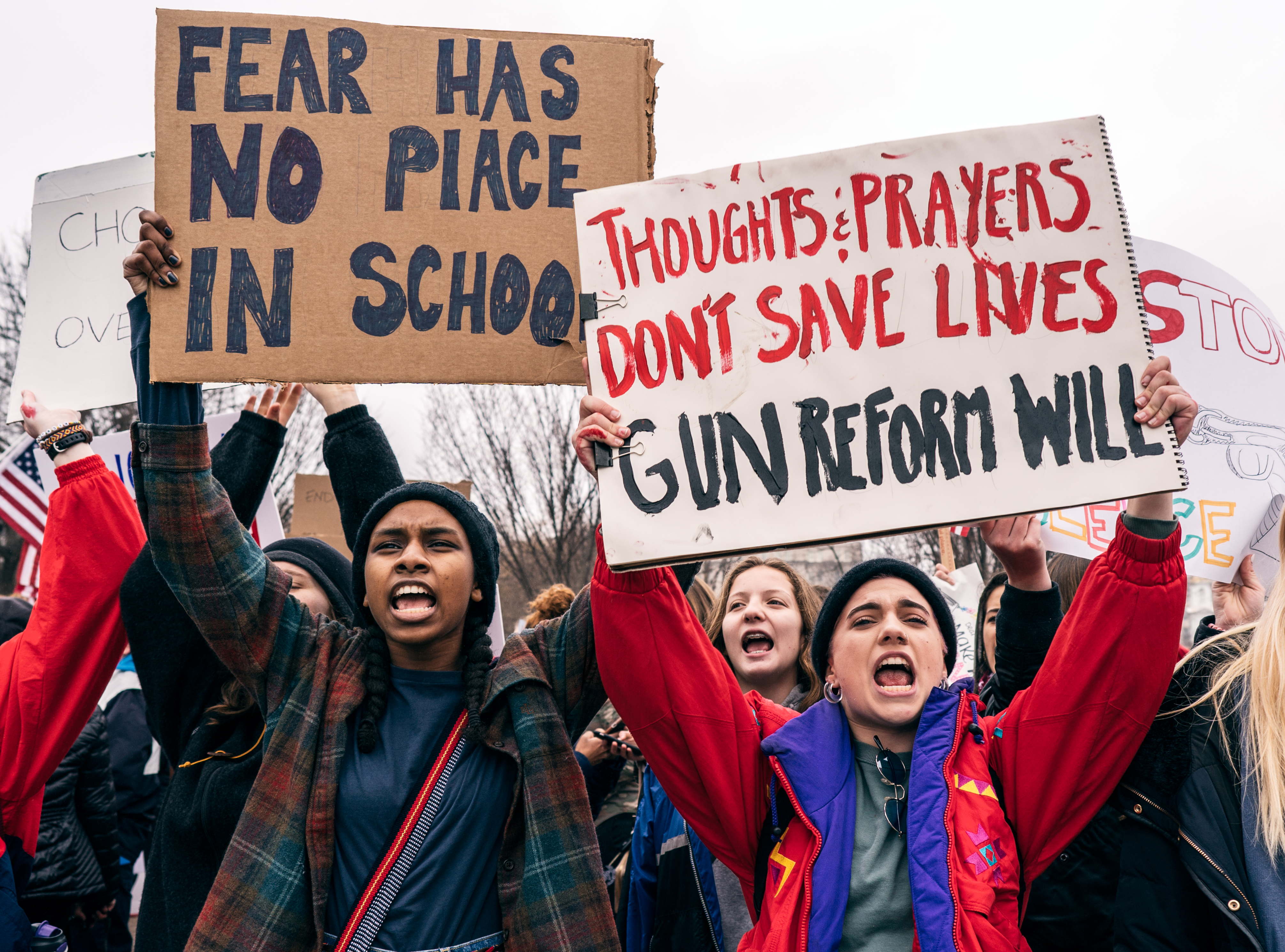
Studenti protestano contro la mancata riforma sul possesso e trasporto di armi nei luoghi pubblici all'esterno della Casa Bianca il 18 febbraio del 2018

### Strage alla Marjory Stoneman Douglas High School
Diverse proteste sono state pianificate subito dopo il Massacro alla Marjory Stoneman Douglas High School avvenuto a Parkland (Florida), per chiedere al presidente e ai Repubblicani sia a livello federale che statale di prendere finalmente delle adeguate e assai più severe contromisure sul controllo delle armi da fuoco.

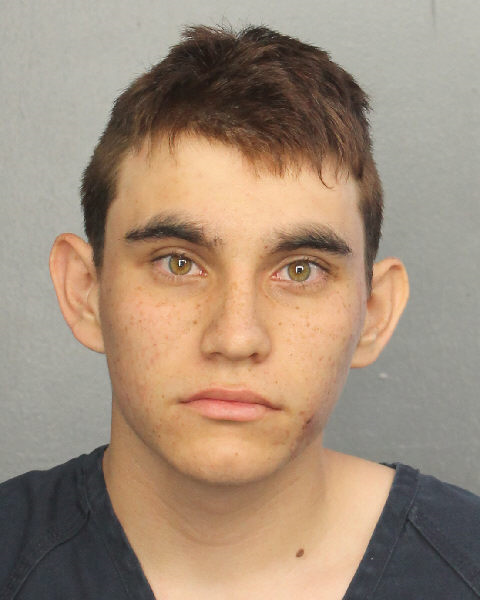
Nikolas Cruz, 17 anni, arrestato per il Massacro alla Marjory Stoneman Douglas High School

Queste hanno incluso sit-in presso il quartier generale della National Rifle Association of America in Virginia e un walkout alla South Broward High School, non lontano da dove si erano appena svolte le sparatorie.
Diversi scioperi della scuola a livello nazionale sono stati programmati per sensibilizzare l'opinione pubblica contro le ripetute stragi compiute negli istituti scolastici e sull'inattività costante nei riguardi del controllo delle armi.

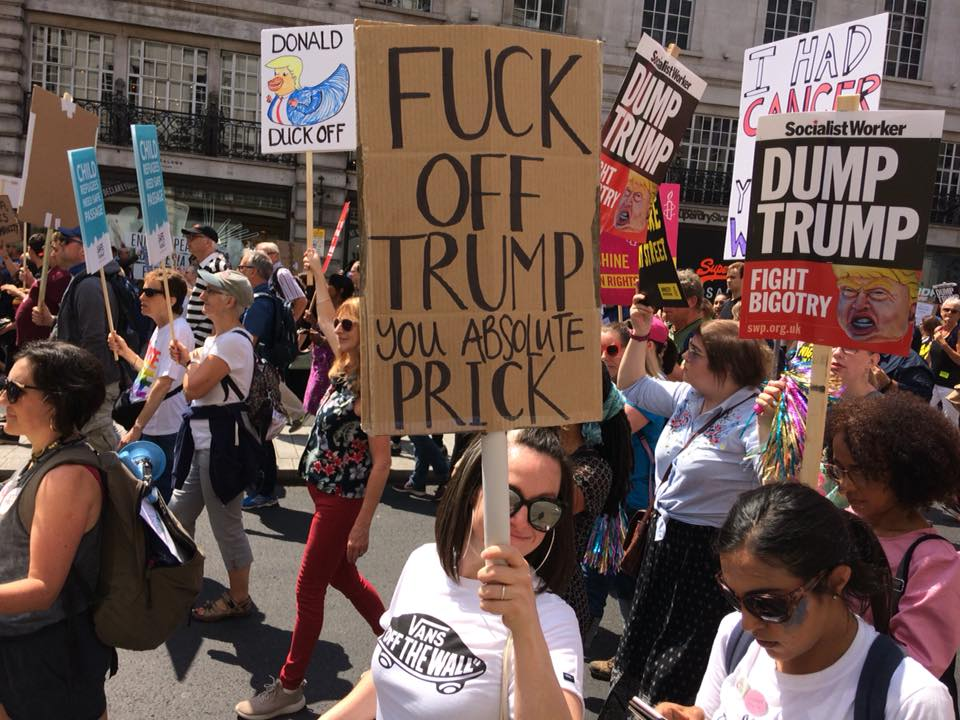
Proteste anti-Trump a Londra

## Seconda presidenza
Il 25 gennaio 2025 decine di migliaia di manifestanti si sono riuniti a Berlino e in altre città tedesche per protestare contro l’ascesa dell'estrema destra sia in Germania, nei confronti del partito AFD, sia in tutta Europa nonché contro la seconda presidenza di Trump.
Il 31 gennaio 2025 gli egiziani hanno protestato contro la proposta di Trump di far accettare all’Egitto i rifugiati di Gaza.
Lunedì 3 febbraio 2025 si è svolta la protesta denominata "A day without immigrants", per sensibilizzare l'opinione pubblica contro le politiche di Trump sull'immigrazione: l'appello mira a incoraggiare gli immigrati a tenere a casa i figli da scuola e a disertare il lavoro e le attività commerciali, ma molte persone non si sono unite dichiarando di non potersi permettere di perdere un giorno di lavoro.
Il 5 febbraio è partita la manifestazione denominata 50501, che sta per 50 proteste, 50 Stati e 1 giorno, al fine di coinvolgere l'intera nazione contro le politiche dell'amministrazione Trump e prendendo di mira anche Elon Musk.
Il 9 Trump è stato contestato durante la sua apparizione alla finale del Super Bowl,mentre il 17 si è radunato il movimento Not My President Day, attivo dal febbraio 2017.
Il 15 il movimento Tell Trump to Toque Off si è radunato di fronte all'ambasciata statunitense di Ottawa e ai consolati statunitensi in tutto il Canada per protestare contro la sua proposta di dazi verso il Canada e contro i suoi commenti circa l'annessione del Canada come 51° stato americano. Nello stesso giorno si è dunque tenuta la manifestazione "Canada First" in segno di solidarietà con la nazione nordamericana.
Il 22 si sono radunati centinaia di manifestanti che hanno marciato a West Hollywood, in California, per protestare contro le politiche dell'amministrazione Trump e la presenza di Elon Musk nel Department of Government Efficiency (DOGE). La protesta, organizzata da Democracy Action Network (DAN) in coalizione con Indivisible e il 50501 Movement, è iniziata a West Hollywood Park e si è protratta lungo Santa Monica Boulevard fino al Sal Guarriello Veterans' Memorial. I manifestanti hanno espresso preoccupazioni per gli ordini esecutivi, i tagli alla spesa federale e la deregolamentazione. La manifestazione ha coinciso con i preparativi per l'annuale Elton John AIDS Foundation Academy Awards Viewing Party.
Il 5 aprile sono iniziate le manifestazioni denominate Hands off (giù le mani) per contrastare le politiche economiche dell'amministrazione Trump, in poche ore diffusesi in tutti i 50 stati nazionali.

### Disordini degli Stati Uniti
Da inizio del giugno 2025, tramite il movimento 50501, in tutto il paese cresce il malcontento e dei disordini contro la deportazione di massa dei migranti irregolari, denominata "operazione Aurora", con una serie di sommosse popolari e degli scontri contro le forze di polizia locali.

#### Disordini di Los Angeles del 2025
Il governatore della California e la sindachessa di Los Angeles si dichiarano contro la decisione del presidente Trump di schierare le forze militari per sedare e reprimere le sommosse dei cittadini che oppongono all'operazione "Aurora" (la deportazione di massa dei migranti irregolari negli Stati Uniti) nelle città di Los Angeles e di San Francisco con circa 700 marines.

## Nei social media
Oltre alla numerose proteste personali dal vivo, si è verificato anche una forma di attivismo anti-Trump sui social media; questo fenomeno è stato rappresentato da vari hashtag. Di seguito ne vengono riportati alcuni esempi importanti, di frequente utilizzati per il movimentismo contrario al presidente.

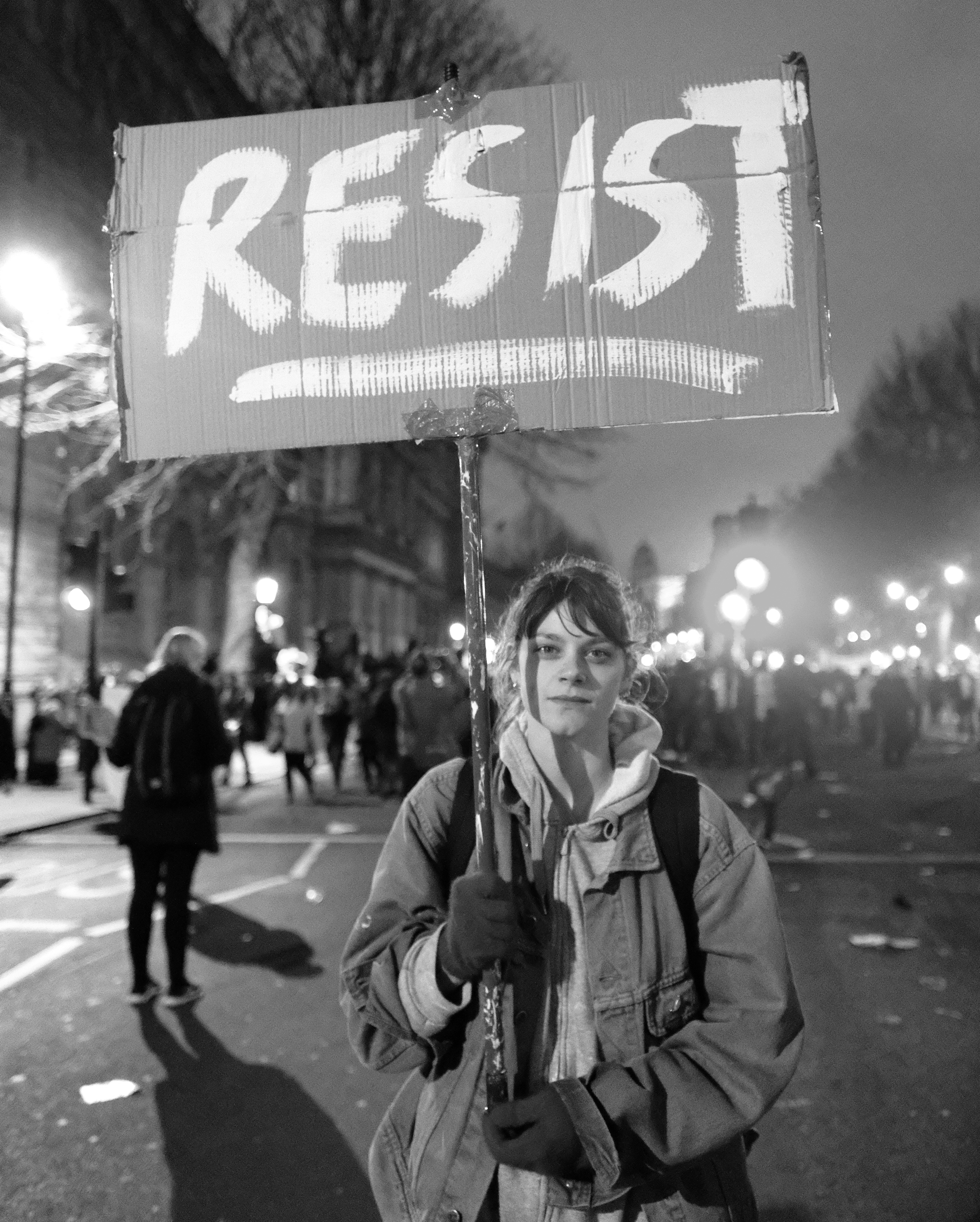
"Resist" durante una dimostrazione anti-Trump a Whitehall

### #Resist
Uno degli hashtag più coerenti presenti nelle varie reti sociali che viene utilizzato è #Resist, usato per la prima volta su Twitter, Facebook e altre piattaforme a partire dalle elezioni presidenziali del 2016. Sebbene la sua origine esatta rimana sconosciuta si è velocemente diffuso ad ampio raggio in svariati gruppi mediatici.
Generalmente vuole simboleggiare la comune solidarietà contro l'Amministrazione Trump; ma viene poi anche usato insieme ad altri hashstag più specifici attivati per le politiche che si rivolgono a gruppi emarginati come le minoranze etniche e sessuali e le donne. Sebbene il suo livello di massima popolarità si sia verificato nel corso dei giorni immediatamente successivi all'insediamento del presidente, è riemerso nei tempi delle maggiori polemiche e animosità politiche.

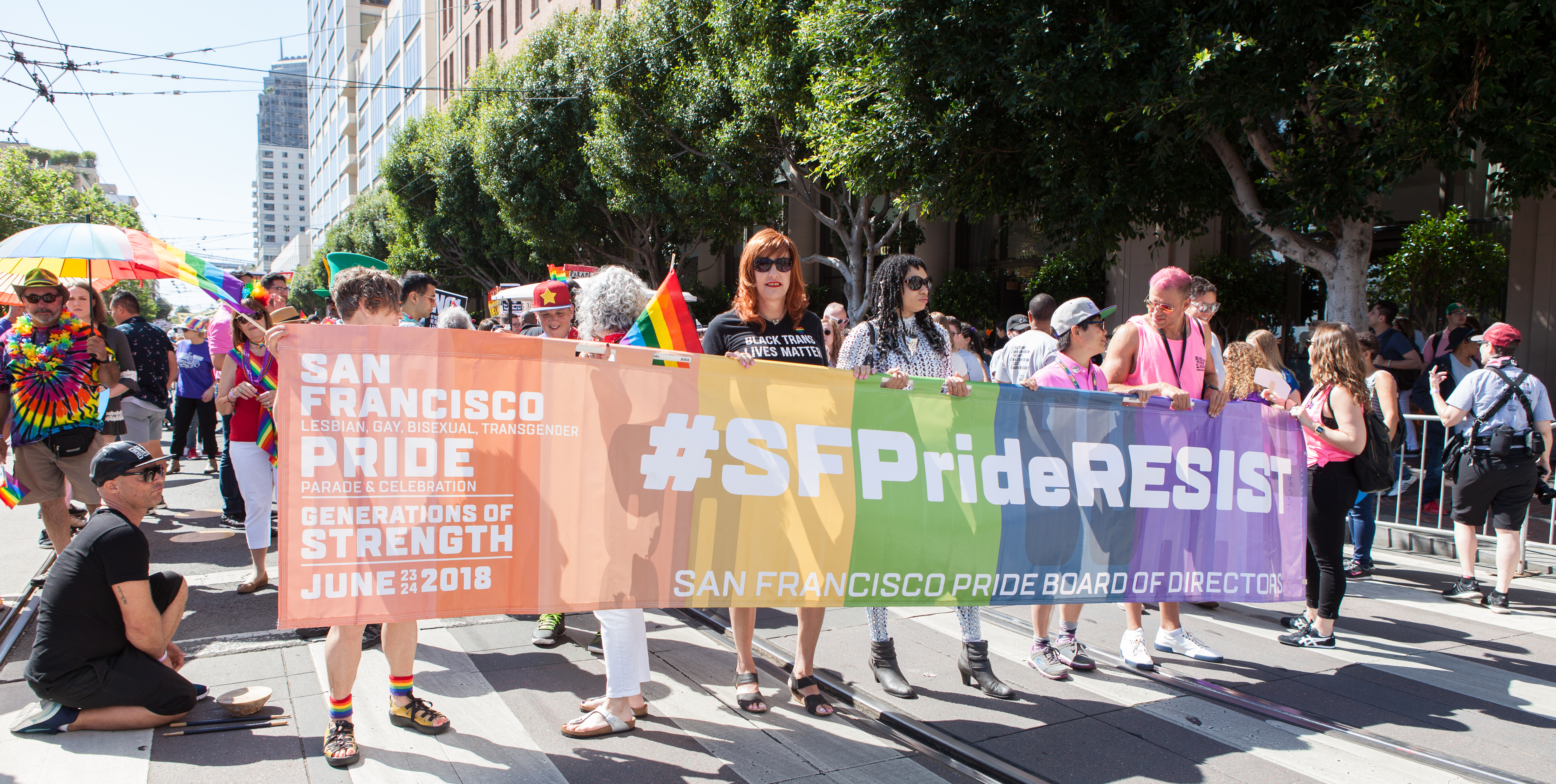
Il Gay pride-"Resist" di San Francisco del 2018

Vi è stata ad esempio una notevole impennata nel suo utilizzo durante tutta la settimana che ha visto la tardiva risposta presidenziale data al potere bianco a seguito del raduno del neonazismo avvenuto a Charlottesville (Unite the Right rally, il quale ha provocato un morto); inoltre nei tre giorni successivi all'annuncio iniziale del divieto d'ingresso per i musulmani a fine gennaio del 2017: #Resist è così apparso in oltre 2,5 milioni di tweet.
Innumerevoli personaggi famosi e celebrità del mondo dello spettacolo ne hanno fatto uso per dare testimonianza della propria opposizione al neo-presidente, tra cui Shailene Woodley, Zendaya, Sia (cantante), Rosie O'Donnell, Cher, Olivia Wilde e Sophia Bush.

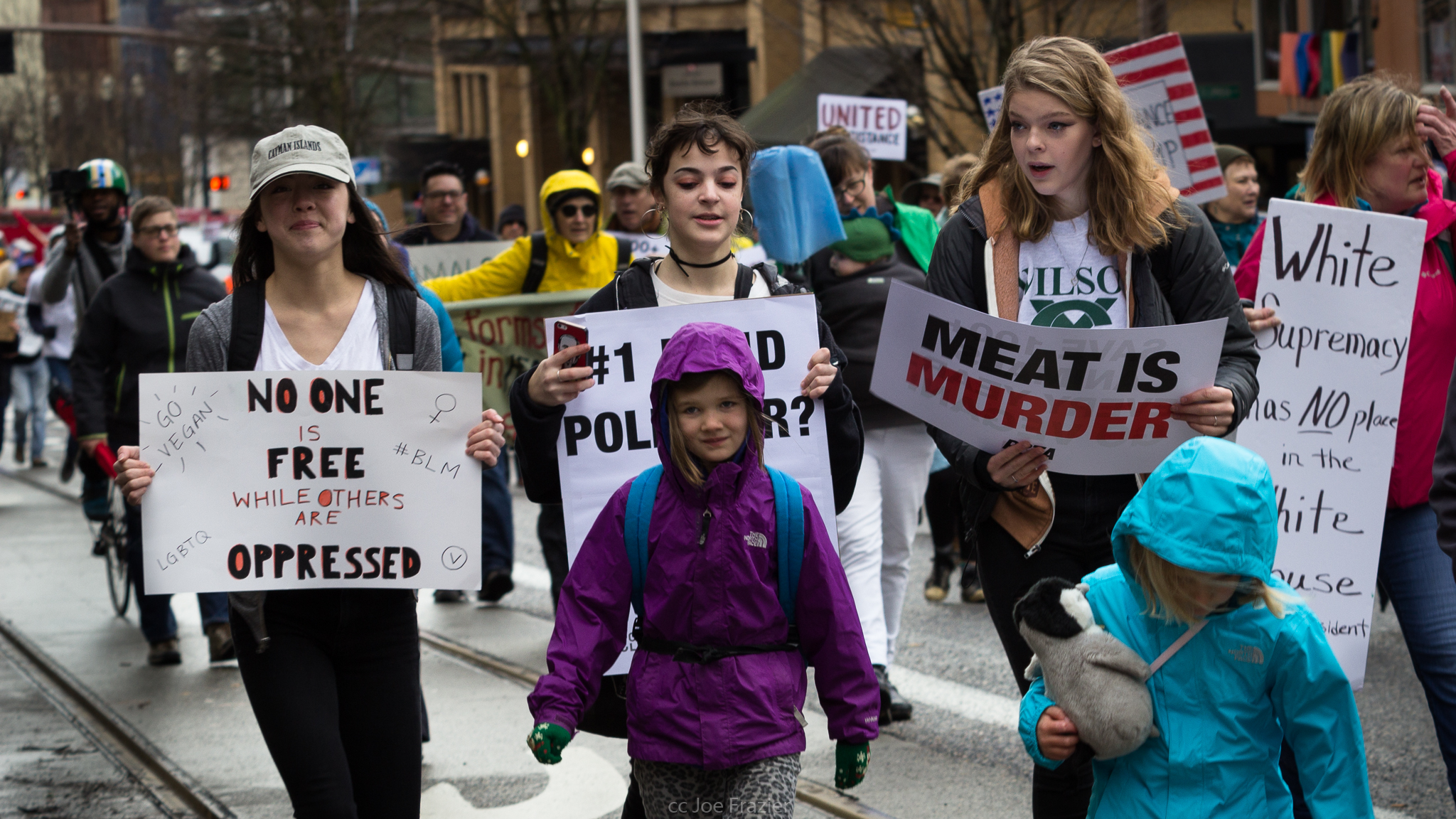
Il "Not My Presidents Day" a Portland il 20 febbraio del 2017

### #NotMyPresident
Esso si è guadagnato una notevole popolarità immediatamente dopo l'appuntamento elettorale dell'8 novembre 2016. A seguito della vittoria di Trump, #NotMyPresident ha subito una tendenza su Twitter e l'hashtag è stato utilizzato in oltre 78.000 tweet.
Facebook è stato anch'esso utilizzato come sbocco per #NotMyPresident. Il 9 novembre del 2016 è stato creato un evento della rete sociale intitolato proprio "Trump is Not My President", che ha ricevuto oltre 40.000 interazioni. La pagina è stata un esempio di attivismo dei social media trasferito nella protesta del mondo reale, come quando è stata organizzata una marcia a Union Square (Manhattan).
Utilizzato anche dai portavoce, dai creatori di tendenza nei social media e da altri attori politici; a seguito degli scontri esplosi a Charlottesville il membro del Senato per il Partito Democratico Brian Schatz delle Hawaii ha twittato che "Trump non è il mio presidente".
Il movimento è stato anche oggetto di aspre critiche; gli oppositori ad esso credono che dichiarare "My Not President" possa nella sostanza dei fatti giungere a minare i valori democratici americani nel suo insieme a causa, principalmente del suo tono fortemente divisivo.
La senatrice Democratica del Dakota del Nord Heidi Heitkamp ha espresso la propria disapprovazione nei confronti del movimento anti-Trump il 18 maggio del 2017 presso la Camera di commercio del "Greater North Dakota"; ella considera il movimento protestatario come essenzialmente controproducente, affermando che si traduce invece in un percorso molto più difficoltoso atto a portare a redigere una legislazione favorevole.

### #StillWithHer
L'hashtag è stato notato per la prima volta su Twitter, quando l'ex presidente Bill Clinton stava osservando la moglie Hillary Clinton impegnata nel dibattito in corso con i concorrente avversari interni del proprio stesso partito politico; decise quindi di twittare il supporto: "Cosa succede a Las Vegas... sto guardando @ Hillary Clinton dimostrare che lei è il candidato più qualificato per POTUS. # ImwithHer".
Questo tweet, pubblicato per la prima volta nell'ottobre del 2015, si è guadagnato oltre 9.000 retweet creando al contempo un nuovo slogan per l'imminente campagna elettorale: "I'm With Her". Molti utenti lo utilizzano per "esprimere i loro messaggi di speranza, tristezza e determinazione dopo l'elezione del 2016".

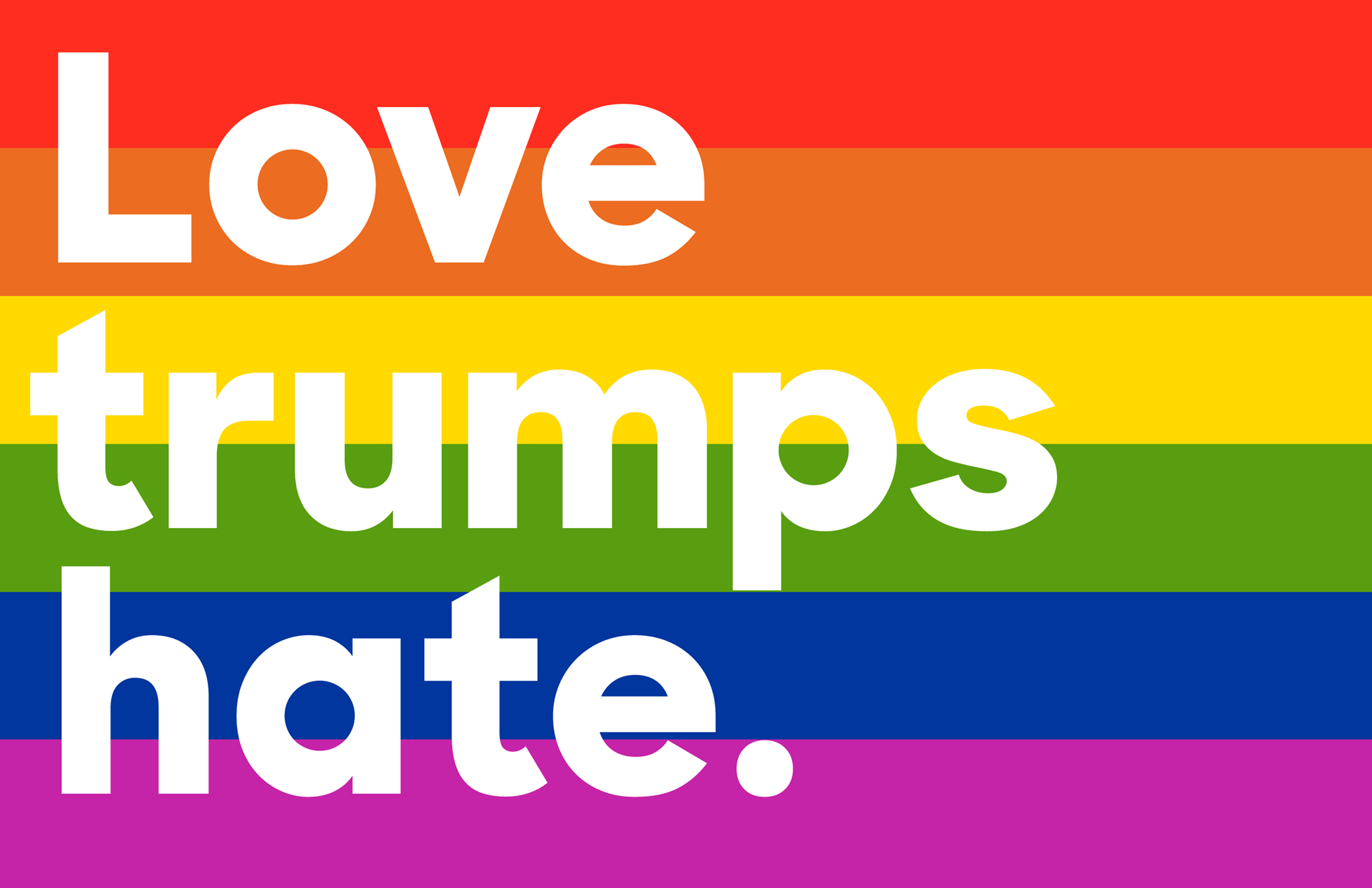
LoveTrumpsHate con i colori della bandiera arcobaleno

### #LoveTrumpsHate
Questo hashtag gioca sul doppio senso della parola "trump" (il Jolly o "matto" del gioco di carte, la "briscola" che permette di vincere); ha avuto origine dall'ultimo discorso elettorale della signora Clinton, quando ebbe l'occasione di affermare che "l'amore vince l'odio" (Love trumps hate). Esso viene spesso interpretato come un riferimento a Trump il quale pratica e predica presumibilmente l'odio nei riguardi di vari gruppi minoritari.

## Impatto
Le proteste seguite alla cerimonia inaugurale hanno contribuito a instillare la necessaria energia ai progressisti Democratici; questo secondo Ace Smith, uno degli strateghi del Partito.

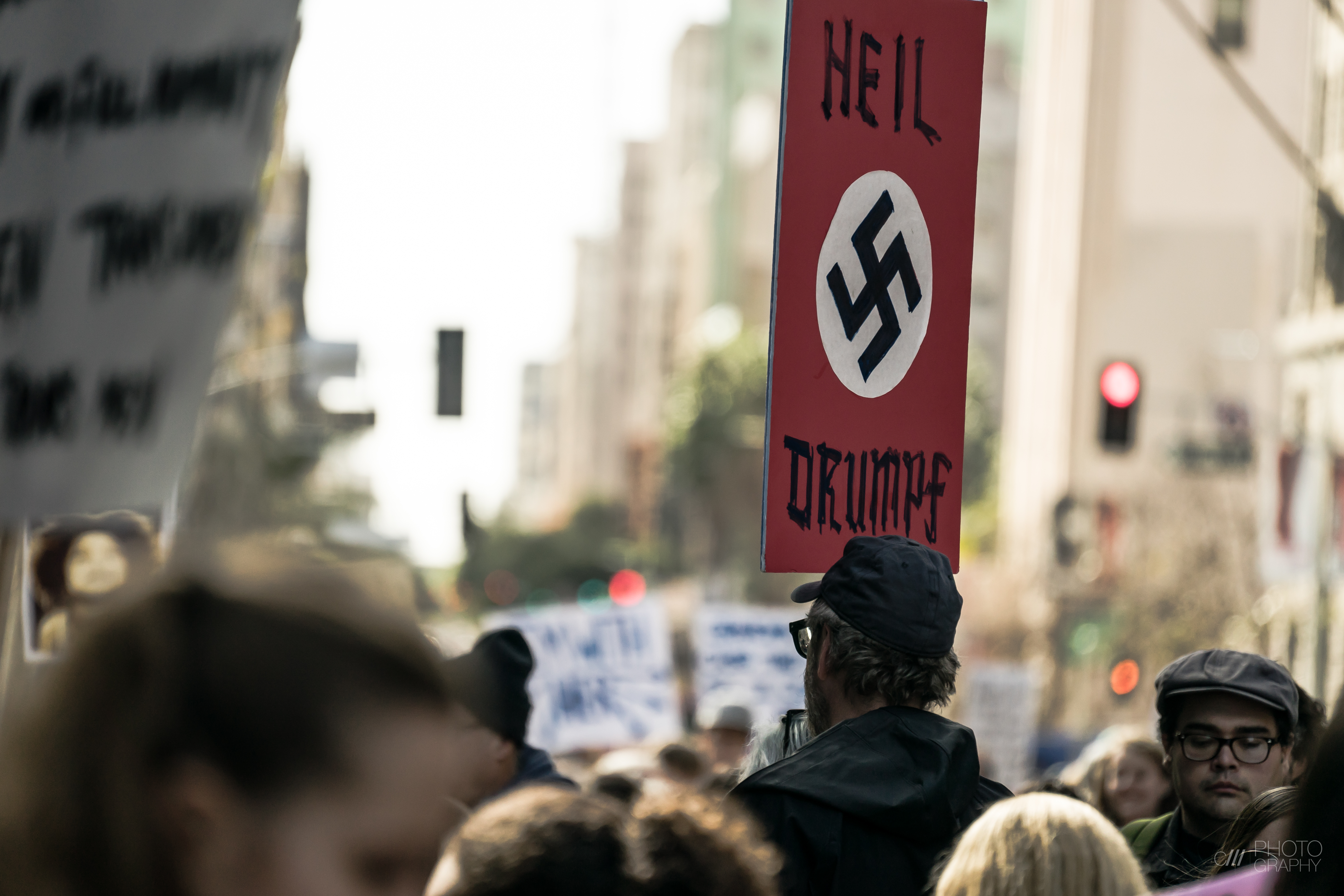
"Heil Drumpf" a Los Angeles. Storpiatura satirica del cognome di Trump e delle sue origini tedesche.

Secondo il Los Angeles Times: "i manifestanti hanno accelerato il metabolismo dell'indignazione pubblica tra i maggiori esponenti del Congresso, incoraggiato al contempo tattiche dirompenti [...] e per lo più hanno concluso l'argomento all'interno dei caucuses dell'Assemblea parlamentare riguardo all'opportunità o meno che i Democratici possano finire con il collaborare con Trump piuttosto che opporvisi universalmente".
Ben Wikler, uno dei registi di MoveOn.org, non ha mancato di commentare facendo notare che "sembra che l'energia della base nazionale sia esplosa come un vulcano". I Democratici della Georgia hanno sperimentato una crescita sostanziale dell'attivismo politico, che il Partito sarebbe ben felice di veder continuare. In aggiunta a ciò le organizzazioni che si auto-definiscono come "socialiste" hanno avuto un picco al rialzo nelle adesioni.
Le cosiddette riunioni municipali (Town hall meetings) hanno avuto una partecipazione notevolmente maggiore ed alcuni Repubblicani hanno esplicitamente di evitarle proprio a causa degli alti tassi di frequenza. Victoria Kaplan di MoveOn.org chiama questa "evasione" un segno che le proteste stanno per avere un loro impatto: Trump è divenuto così il "nemico comune da abbattere" per molti gruppi liberal e progressisti i quali ora stanno cercando di lavorare insieme molto più spesso di quanto avessero mai fatto nel più recente passato.

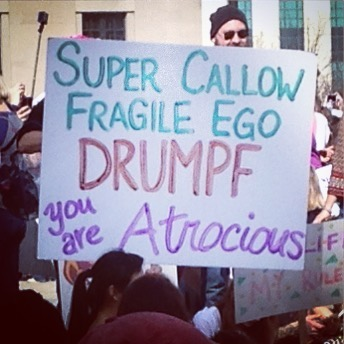
"Super fragile, fragile ego, Drumpf sei atroce"

Tom Perez, il nuovo segretario Democratico, ha già promesso di portare più azione di base ed esponenti anti-Trump all'interno del Partito. I gruppi posizionati sul lato sinistro dello spettro politico - che non hanno sempre funzionato bene insieme - hanno cominciato a concentrarsi meno sulle loro differenze e molto di più sull'avversario comune.
Inoltre i settori economici i quali normalmente non sono stati politicamente attivi, come l'industria tecnologica, hanno visto un'impennata nell'attivismo; i distretti conservatori hanno affrontato i parlamentari Repubblicani in merito ai loro registri elettorali e alle loro posizioni sull'Affordable Care Act (ACA).
Il sito web Meetup, che per più di un quindicennio ha consentito la creazione solo di gruppi non schierati, ha scelto di consentire ad oltre un migliaio di #Resist apertamente partigiani la libertà di aderire e concorrere. I manifestanti, molti dei quali stanno creando i propri slogan e eventi di protesta, hanno aumentato le vendite di articoli come poster, cartelloni (Display board) e pennarelli colorati.
Tra il 15 e il 21 di gennaio 2017 gli statunitensi impegnati hanno speso 4,1 milioni di dollari in gadget anti-Trump. La PepsiCo ha fatto pubblicare nell'aprile seguente un annuncio pubblicitario il quale utilizzava le immagini delle proteste e Kendall Jenner per vendere la Pepsi-Cola. Questo ha finito per essere severamente criticato da Elle per l'appropriazione di immagini della resistenza contro Trump e le politiche della sua Amministrazione.
La promozione, che ha anche evocato immagini tratte dal movimento Black Lives Matter, alla fine è stata ritirata.